# Hanyu Yuzuru
Ha'nyū Yuzuru (羽生 結弦 (Vũ-Sinh Kết-Huyền)  sinh ngày 7 tháng 12 năm 1994) là vận động viên trượt băng nghệ thuật chuyên nghiệp và cựu vận động viên trượt băng nghệ thuật cạnh tranh người Nhật Bản thi đấu ở hạng mục đơn nam. Anh là nhà vô địch Olympic 2014 và 2018, Vô địch Thế giới 2014 và 2017, bốn lần liên tiếp vô địch Chung kết Grand Prix (2013-14 đến 2016-17), vô địch Bốn châu lục 2020, vô địch Thiếu niên Thế giới 2010 và Chung kết Grand Prix Thiếu niên 2009-10, sáu lần Vô địch Quốc gia Nhật Bản (2012-2015, 2020,2021). Anh còn năm lần đoạt huy chương trong giải Vô địch Thế giới gồm huy chương đồng năm 2012 và 2021, huy chương bạc năm 2015, 2016 và 2019, giúp anh trở thành vận động viên trượt băng đơn nam duy nhất cùng với Jan Hoffmann giành được bảy huy chương tại giải Vô địch Thế giới trong thời kỳ hậu chiến.
Hanyu đã đi vào lịch sử với tư cách vận động viên người châu Á đầu tiên đoạt huy chương vàng Olympic hạng mục Đơn nam tại Olympic Sochi 2014. Ở độ tuổi 19, anh trở thành vận động viên đơn nam trẻ nhất vô địch Olympic sau Dick Button (năm 1948). Năm 2018, tại Olympic Pyeongchang 2018, anh trở thành người đầu tiên giành hai huy chương vàng Olympic liên tiếp sau 66 năm kể từ danh hiệu liên tiếp của Button (năm 1948 và 1952). Hanyu là vận động viên đơn nam đầu tiên đạt được danh hiệu Super Slam (chiến thắng tất cả các giải đấu lớn của Liên đoàn Trượt băng Quốc tế ở cấp độ thiếu niên và trưởng thành, gồm: Olympic, Vô địch Thế giới, Chung kết Grand Prix, Vô địch Bốn châu lục, Vô địch Thiếu niên Thế giới và Chung kết Grand Prix Thiếu niên).
Được biết đến với tư cách là vận động viên trượt băng vĩ đại nhất trong lịch sử, Hanyu đã phá vỡ kỷ lục thế giới 19 lần (nhiều nhất trong số các vận động viên hạng mục đơn kể từ hệ thống đánh giá của ISU năm 2004), trong đó hầu hết là kỷ lục do chính anh thiết lập. Anh là một trong những người mở đường của kỷ nguyên quad (nhảy 4 vòng). Hanyu là vận động viên trượt băng nghệ thuật đầu tiên vượt mốc 100 điểm bài thi ngắn, 200 điểm bài thi tự do và 300 điểm tổng. Tại CS Autumn Classic International 2016, Hanyu đã trở thành vận động viên trượt băng nghệ thuật đầu tiên trong lịch sử hạ cánh thành công cú nhảy quadruple loop (4Lo) trong thi đấu chính thức. Anh là vận động viên trượt băng đơn nam người châu Á đầu tiên Vô địch Thế giới nhiều lần.
Nhờ những cống hiến của mình, Hanyu đã nhiều lần được trao tặng các danh hiệu danh giá, trong đó quan trọng nhất phải kể đến Giải thưởng Danh dự Quốc dân (Tiếng Nhật: 国民栄誉賞) được đích thân Thủ tướng Nhật Bản Abe Shinzo trao tặng năm 2018 vì đã "đem lại dũng khí và sự cổ vũ lớn lao cho người dân cả nước, mang lại hi vọng về tương lai tươi sáng cho xã hội và trở thành thông điệp sống cho sự phục hồi sau thảm họa", huân chương danh dự ribbon tím (năm 2014 và 2018). Anh là vận động viên trượt băng nghệ thuật đầu tiên được đề cử Giải thưởng Thể thao Thế giới Laureus và được vinh danh là Vận động viên trượt băng nghệ thuật có giá trị nhất bởi Giải thưởng trượt băng ISU khai mạc vào năm 2020. Anh cũng góp mặt trong các danh sách uy tín như 30 Under 30 Asia của Forbes và World Fame 100, The Dominant 20 của ESPN.
Ngày 19 tháng 7 năm 2022, Hanyu tuyên bố quyết định "từ bỏ" thi đấu sau 12 năm sự nghiệp và tiếp tục trượt băng với tư cách là một vận động viên chuyên nghiệp, "đánh dấu sự kết thúc của một thời đại" theo Nikkei Asia.

## Đầu đời
Hanyu sinh ra và lớn lên tại thành phố Sendai, tỉnh Miyagi, Nhật Bản. Anh có một người chị tên là Saya hơn 4 tuổi. Cha anh là Hanyu Hidetoshi, một giáo viên trung học cơ sở và mẹ là Hanyu Yumi, từng là nhân viên tại một cửa hàng bách hóa. Cha anh cũng là cố vấn cho câu lạc bộ bóng chày ở trường và giới thiệu môn thể thao này cho anh trước khi cuối cùng anh chọn Trượt băng nghệ thuật. Mẹ anh từng may tất cả trang phục thi đấu trong thời kì đầu sự nghiệp thi đấu của anh, bao gồm cả trang phục bài thi tự do mùa giải 2010-2011 do vận động viên trượt băng nghệ thuật người Mỹ Johnny Weir thiết kế. Bà đã đi cùng Hanyu trong thời gian đào tạo ở Toronto, Canada, trong khi cha anh và chị gái Saya ở lại Nhật Bản. Cha mẹ anh đặt tên Yuzuru (結弦 - Kết Huyền) mang ý nghĩa "dây cung được kéo căng", tượng trưng cho sự tự tin, sức mạnh và lòng ngay thẳng. Bố mẹ anh muốn anh có một cuộc sống chính trực, đường hoàng và mạnh mẽ, không cúi đầu trước khó khăn.
Anh được chẩn đoán mắc bệnh hen suyễn vào năm 2 tuổi và phải uống thuốc hằng ngày. Tình trạng bệnh được cải thiện theo thời gian nhưng vẫn là vấn đề với sự nghiệp thi đấu của anh. Biên đạo múa người Canada David Wilson nói rằng phải đến khi Hanyu chuyển sang thi đấu ở cấp độ trưởng thành, anh mới thành công trong việc học cách đối phó với các vấn đề về sức bền do bệnh hen suyễn gây ra và có kinh nghiệm trong nửa sau của bài thi.
Hanyu bắt đầu trượt băng năm 4 tuổi sau khi huấn luyện viên của chị gái anh là Mami Yamada đề nghị anh thử môn thể thao này thay vì gây phiền toái trong quá trình tập luyện của chị gái mình. Yamada nhận thấy sự thiếu kiên nhẫn của Hanyu khi anh lần đầu tiên đặt chân lên băng. Anh chạy đến và nhảy lên băng, sau đó ngã mạnh, đập mũ bảo hiểm xuống băng, nhanh chóng đứng dậy và chạy lại. Tuy nhiên, Yamada khen ngợi Hanyu về khả năng bày tỏ sự chân thành của mình. Sau khi huấn luyện Hanyu cho đến hết năm lớp Hai tiểu học, Yamada phải chuyển đến một tỉnh khác và nhờ Tsuzuki Shōichirō (huấn luyện viên trước đây của Sano Minoru - vận động viên Nhật Bản đầu tiên giành huy chương tại giải Vô địch Trượt băng nghệ thuật Thế giới) huấn luyện Hanyu để "tài năng của cậu không bị lãng phí".

## Sự nghiệp thi đấu

### Bắt đầu thi đấu
Hanyu tham gia thi đấu lần đầu tiên ở giải Thiếu nhi Toàn quốc (Novice) vào mùa giải 2004-2005. Anh thi đấu ở cấp độ Thiếu nhi B là cấp độ trẻ hơn trong hai cấp độ Thiếu nhi và giành huy chương vàng ở giải toàn quốc.
Sau đó sân băng tại quê nhà đóng cửa do vấn đề tài chính, khiến Hanyu thiếu thời gian tập luyện. Huấn luyện viên của anh lúc đó là Tsuzuki Shōichirō phải chuyển đến một sân tập khác. Abe Nanami trở thành huấn luyện viên của anh từ thời điểm này đến khi anh chuyển sang Brian Orser vào năm 2012. Trong mùa giải 2006-2007, Hanyu thi đấu ở cấp độ Thiếu nhi A và đạt huy chương đồng. Nhờ đó anh được mời tham gia giải Vô địch Thiếu niên (Junior) Nhật Bản 2006-07 và giành vị trí thứ 7.
Sân băng quê nhà tái mở cửa vào năm 2007 sau khi đóng cửa hai năm. Hanyu thi đấu ở cấp độ Thiếu nhi A Toàn quốc năm 2007 và giành chiến thắng. Nhờ đó anh được mời tham dự giải Vô địch Thiếu niên Nhật Bản 2007-08 và giành huy chương đồng.

### Cấp độ Thiếu niên (Junior)

#### Mùa giải 2008-2009: Chuyển lên cấp độ Thiếu niên
Năm 2008, Hanyu chuyển lên cấp độ Thiếu niên (Junior) và bắt đầu thi đấu trong chuỗi giải Grand Prix Thiếu niên của Liên đoàn Trượt băng Quốc tế (ISU). Anh đứng thứ sáu sau phần thi ngắn, thứ tư sau phần thi tự do và thứ năm chung cuộc tại giải đấu ở Merano, Ý. Sau loạt giải Grand Prix Thiếu niên, anh giành huy chương vàng tại giải Thiếu niên Nhật Bản 2008-2009. Ở tuổi 13, anh là vận động viên trượt băng nam trẻ nhất vô địch giải Thiếu niên Nhật Bản. Kết quả này giúp anh đủ điều kiện tham dự giải Vô địch Thiếu niên Thế giới 2009.
Với thành tích đạt được, Hanyu được mời tham gia thi đấu ở cấp độ Trưởng thành tại giải Vô địch Quốc gia Nhật Bản 2008-2009 khi mới 13 tuổi và đứng thứ tám. Tại giải Vô địch Thiếu niên Thế giới vào tháng Hai năm 2009, Hanyu đứng thứ mười một sau phần thi ngắn và xếp thứ mười ba sau phần thi tự do, xếp thứ mười hai chung cuộc với 161,77 điểm.

#### Mùa giải 2009-2010: Vô địch Thiếu niên Thế giới và Chung kết Grand Prix Thiếu niên
Trong mùa giải 2009-2010, Hanyu chiến thắng cả hai giải đấu loại Grand Prix Thiếu niên tại Cộng hòa Croatia và Ba Lan, sau đó tham dự Chung kết Grand Prix Thiếu niên 2009-2010 với tư cách là người đứng đầu vòng loại, nơi anh giành chiến thắng và lập kỉ lục cá nhân mới với 206,77 điểm.
Trong cùng mùa giải, Hanyu giành huy chương vàng giải Vô địch Thiếu niên Nhật Bản 2009-2010. Sau đó anh được mời thi đấu ở cấp độ Trưởng thành tại giải Vô địch Nhật Bản 2009-2010, nơi anh đứng thứ sáu chung cuộc. Với thành tích của mình, Hanyu được chọn thi đấu tại giải Thiếu niên Thế giới 2010. Anh giành chiến thắng chung cuộc sau khi xếp thứ ba phần thi ngắn và thứ nhất phần thi tự do, lập kỉ lục cá nhân với tổng điểm là 216,10, trở thành vận động viên nam thứ tư và trẻ tuổi nhất của Nhật Bản chiến thắng giải Thiếu niên Thế giới.

### Cấp độ Trưởng Thành (Senior)

#### Mùa giải 2010-2011: Huy chương bạc Bốn châu lục

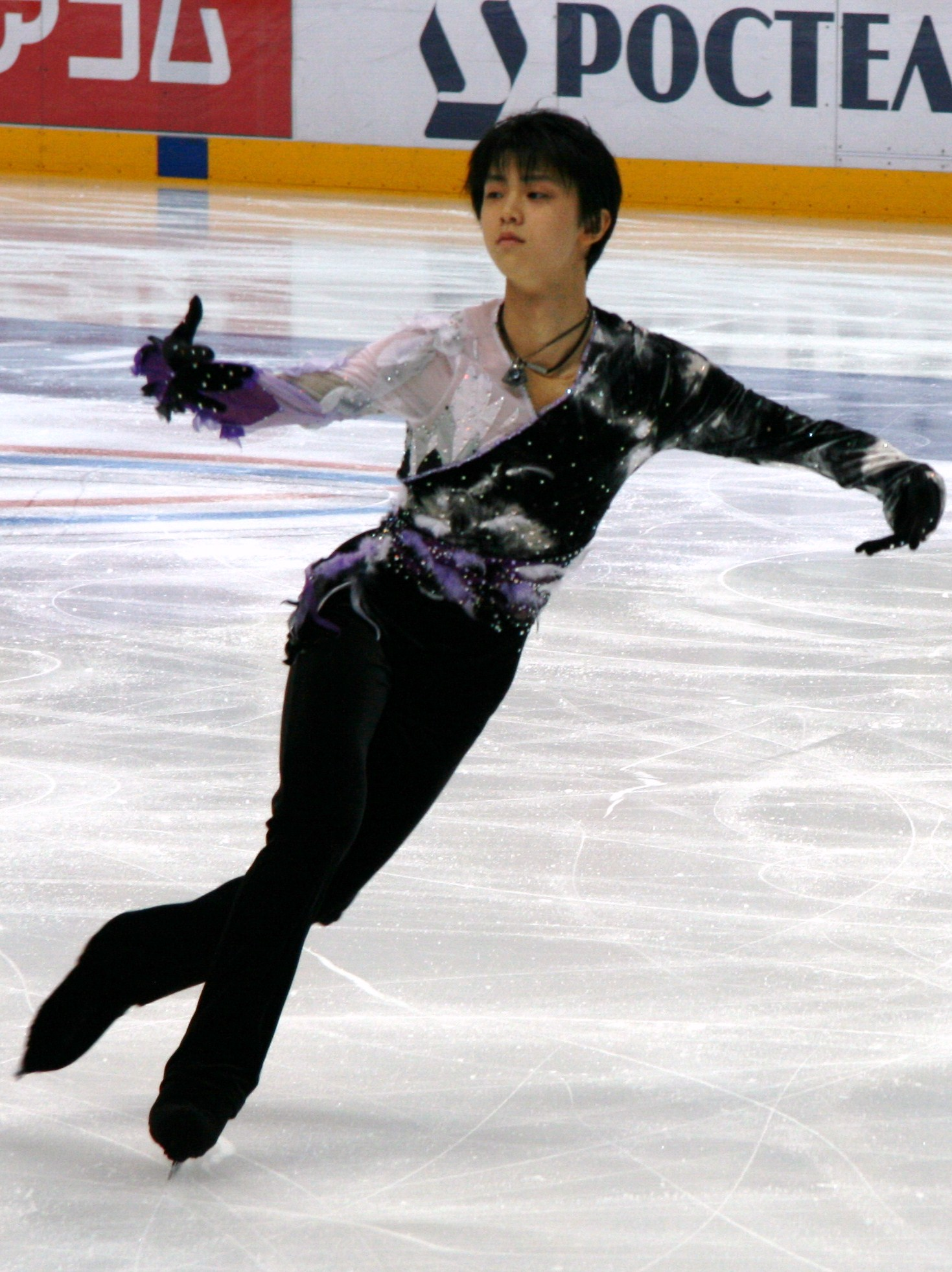
Hanyu tại Cup of Russia 2010

Hanyu chuyển lên cấp độ Trưởng thành vào mùa giải 2010-2011 ở tuổi 15. Trong hệ thống giải Grand Prix của ISU mùa này, anh thi đấu tại NHK Trophy 2010 và Cup of Russia 2010. Tại NHK Trophy, Hanyu đứng thứ năm sau phần thi ngắn (69,31 điểm), trong phần thi tự do, anh đã thực hiện thành công cú quad Toe loop (4T) đầu tiên của mình trong hệ thống giải ISU và xếp thứ tư (138,41 điểm), chung cuộc anh đứng thứ tư với 207,72 điểm. Hanyu kết thúc với vị trí thứ bảy tại Cup of Russia. Trong giải Vô địch Nhật Bản 2010, Hanyu xếp thứ hai sau phần thi ngắn, nhưng bị ngã trong phần thi tự do và xếp thứ tư chung cuộc. Nhờ thành tích này, anh được chọn đi thi đấu ở Giải Vô địch Bốn châu lục 2011, tại đây anh giành được huy chương bạc và đạt kỉ lục cá nhân mới.
Khi Hanyu đang tập trên sân trượt băng ở quê nhà Sendai thì trận động đất và sóng thần Tōhoku 2011 tấn công thành phố và các khu vực xung quanh. Đường ống nước dưới mặt băng bị bung ra vì tác động của động đất và sóng thần. Hanyu phải chuyển sang tập luyên ở Yokohama và Hachinohe, Aomori cho tới khi sân băng ở quê nhà được mở lại vào ngày 24 tháng 7 năm 2011. Suốt mùa hè năm 2011, anh đã tham gia 60 chương trình trượt băng và xem đó như là dịp để luyện tập. Vào tháng 4 năm 2011, anh và các vận động viên trượt băng khác tham gia vào một chương trình trượt băng để gây quỹ cho những nạn nhân của động đất và sóng thần Tōhoku 2011.

#### Mùa giải 2011-2012: Huy chương đồng giải Vô địch Thế giới

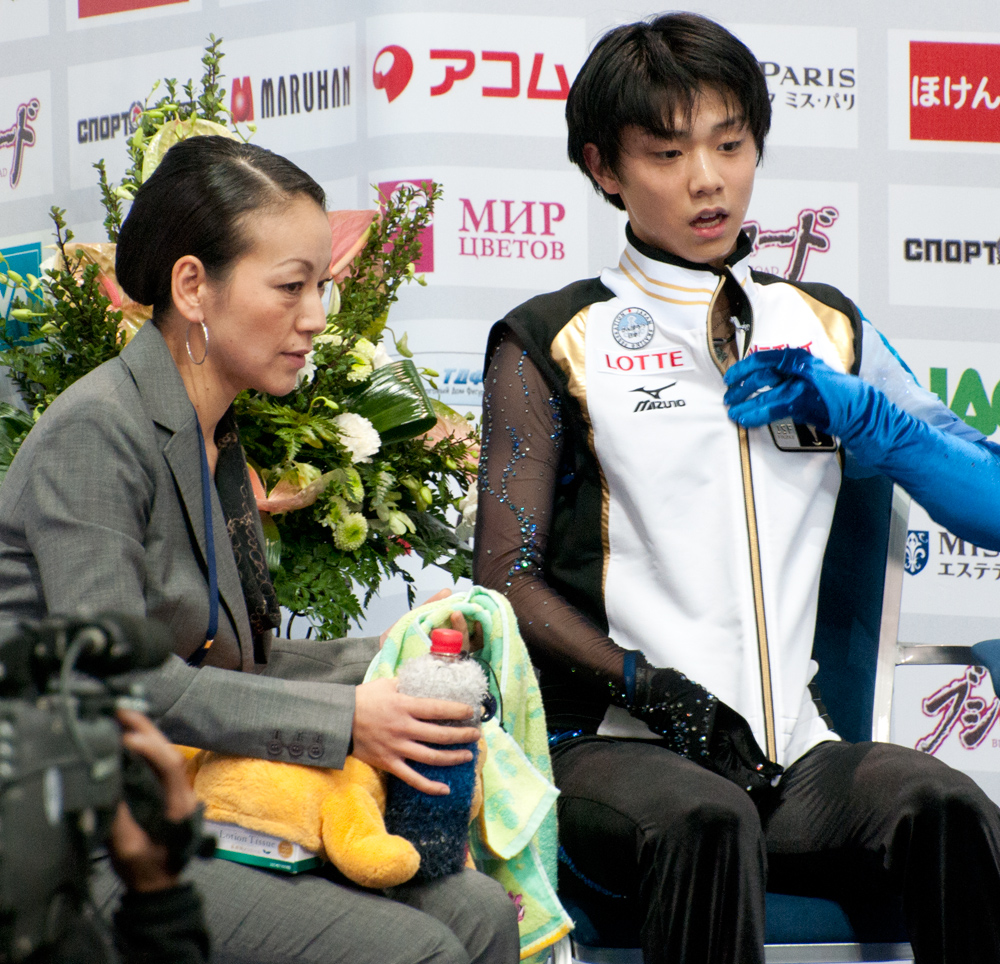
Hanyu cùng cựu huấn luyện viên Abe Nanami tại giải Rostelecom Cup 2011.

Hanyu bắt đầu mùa giải 2011-2012 với chiến thắng tại giải Nebelhorn Trophy 2011. Anh đứng đầu ở cả hai phần thi với tổng điểm 226,26. Trong hệ thống giải Grand Prix 2011-2012, anh tham gia thi đấu tại Cup of China 2011 và Rostelecom Cup 2011. Anh đứng thứ tư tại Cup of China, sau đó chiến thắng Rostelecom Cup với một kỉ lục cá nhân mới, nhờ đó, anh đủ điều kiện tham gia Chung kết Grand Prix cấp độ Trưởng thành lần đầu tiên, tại đây anh đứng thứ tư.
Trong cùng mùa giải, Hanyu giành huy chương đồng tại giải Vô địch Nhật Bản 2011, giành được một suất trong đội tuyển Nhật Bản thi đấu tại giải Vô địch Thế giới 2012. Trong lần đầu tham gia giải Thế giới ở cấp độ Trưởng thành, Hanyu xếp thứ bảy ở phần thi ngắn và vươn lên vị trí thứ hai ở phần thi tự do. Anh giành được huy chương đồng chung cuộc với tổng điểm 251,06, xếp sau huy chương vàng Patrick Chan của Canada và huy chương bạc là đồng đội Takahashi Daisuke.
Tháng 4 năm 2012, Hanyu chuyển đến Toronto (Canada) để theo học huấn luyện viên Brian Orser. Brian Orser từng hai lần giành huy chương bạc Olympic và nổi tiếng với việc dẫn dắt Kim Yuna (Hàn Quốc) giành huy chương vàng Thế vận hội Mùa đông 2010. Từ đây, Hanyu phải thường xuyên bay tới Toronto trong khi vẫn đang học trung học ở Sendai. Sau khi chuyển tới Canada, Hanyu tăng thời gian luyện tập trên sân băng lên 3-4 tiếng/ngày so với 1-2 tiếng/ngày so với trước đó. Sự thay đổi này là do nhiều nguyên nhân, từ việc hạn chế thời gian luyện tập ở Sendai do phải đi học và căn bệnh hen suyễn bẩm sinh.

#### Mùa giải 2012-2013: Danh hiệu Vô địch Quốc gia đầu tiên

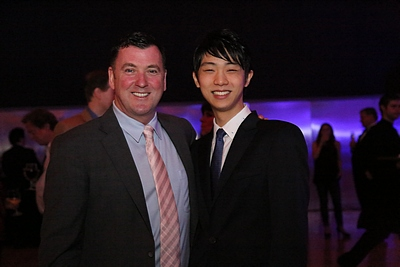
Hanyu cùng huấn luyện viên Brian Orser

Hanyu bắt đầu mùa giải bằng huy chương vàng tại giải Finlandia Trophy 2012. Anh đáp thành công hai cú nhảy quad gồm quad Toe loop (4T) và quad Salchow (4S) trong phần thi tự do. Đây là lần đầu tiên Hanyu đáp thành công 4S khi thi đấu.
Trong giải Grand Prix đầu tiên của mùa là Skate America 2012, Hanyu thiết lập kỷ lục thế giới mới với 95,07 điểm cho phần thi ngắn, giành huy chương bạc. Trong giải đấu thứ hai - NHK Trophy 2012 ở Sendai, anh ghi được 95,32 điểm phần thi ngắn, tiếp tục lập kỉ lục thế giới mới và giành huy chương vàng tại quê hương. Nhờ đó Hanyu đủ tiêu chuẩn tham gia Chung kết Grand Prix 2012-2013 ở Sochi, anh giành huy chương bạc trong giải này.
Tháng 12 năm 2012, khi mới 18 tuổi, Hanyu giành được danh hiệu Vô địch Quốc gia đầu tiên tại giải Vô địch Nhật Bản 2012-2013 sau khi đứng thứ nhất bài thi ngắn và đứng thứ hai bài thi tự do. Anh đạt huy chương bạc tại giải Bốn châu lục 2013 sau khi đứng đầu bài thi ngắn và đứng thứ ba bài thi tự do.
Ở giải Vô địch Thế giới 2013, anh thi đấu với chấn thương, đứng thứ chín ở phần thi ngắn, thứ ba phần thi tự do và thứ tư chung cuộc. Mặc dù không giành huy chương, nhưng thành tích này của Hanyu đã giúp cho đội tuyển Nhật Bản có được ba suất cho hạng mục Đơn nam tham dự Olympic Sochi được tổ chức vào năm 2014.

#### Mùa giải 2013-2014: Vận động viên Đơn nam châu Á đầu tiên Vô địch Thế vận hội

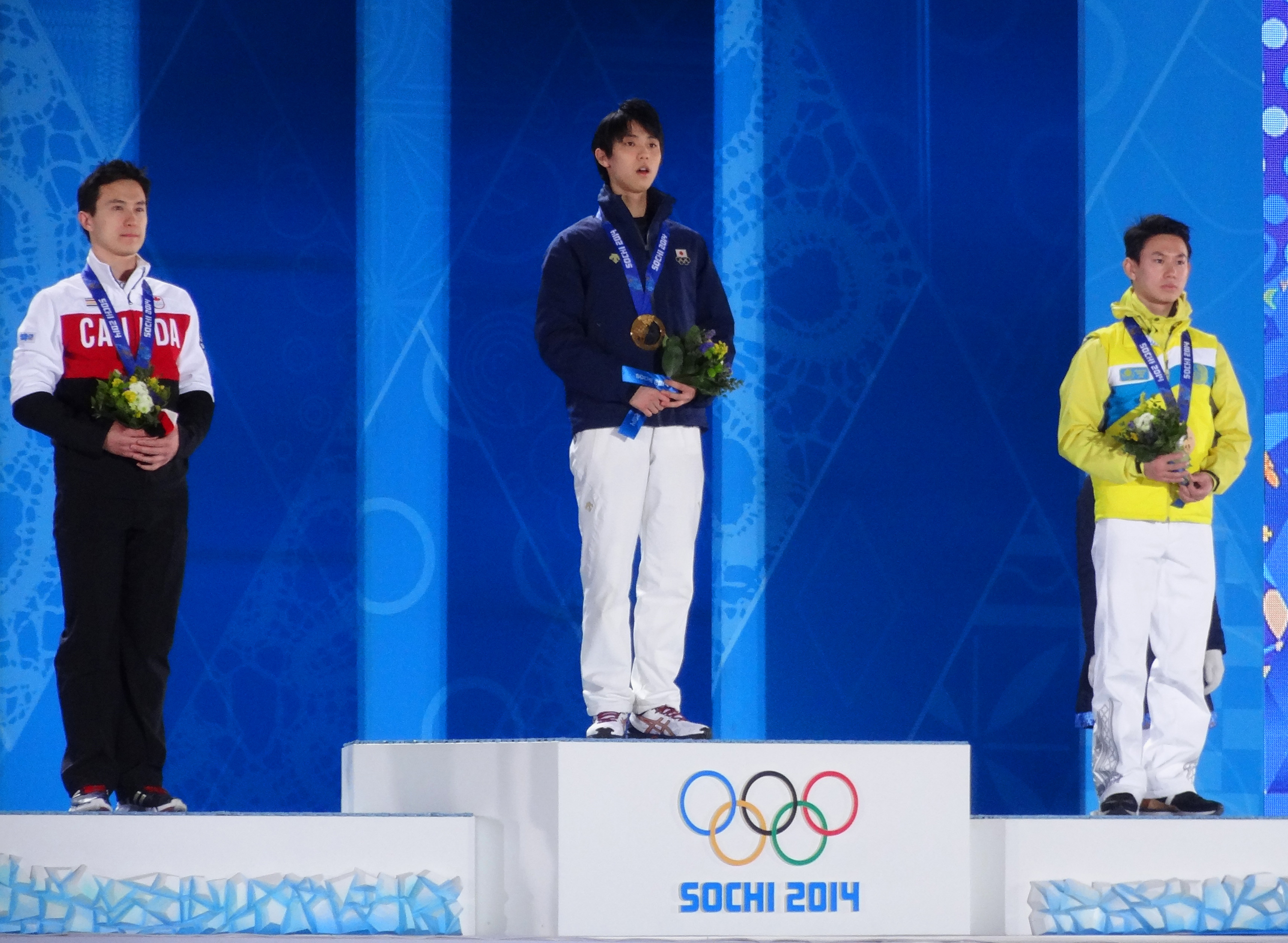
Tại Thế vận hội Mùa đông 2014, Hanyu đã trở thành vận động viên đầu tiên giành huy chương vàng Olympic cho hạng mục Trượt băng nghệ thuật Đơn nam của Nhật Bản

Hanyu bắt đầu mùa thi đấu với giải Finlandia Trophy 2013, anh giành huy chương vàng sau khi đứng thứ nhất cả hai phần thi. Anh cũng giành được huy chương bạc ở hai giải đấu vòng loại Grand Prix là Skate Canada 2013 và Trophée Eric Bompard 2013, giúp anh đủ điều kiện tham gia Chung kết Grand Prix 2013-2014. Tại Chung kết Grand Prix 2013-2014 tổ chức tại Fukuoka, Hanyu lập kỉ lục thế giới mới trong phần thi ngắn với 99,84 điểm và giành được huy chương vàng chung cuộc sau khi đứng đầu ở cả hai bài thi.
Tháng 11 năm 2013, Hanyu giành được danh hiệu Vô địch Quốc gia thứ hai sau khi đứng nhất ở cả hai phần thi. Anh được gọi vào đội tuyển quốc gia Nhật Bản tham gia Thế vận hội Mùa đông 2014 và Vô địch Thế giới 2014.
Tại Olympic 2014 tổ chức tại Sochi, Hanyu tham gia phần thi ngắn đại diện cho đội Nhật Bản ở nội dung Đồng đội, anh đã giành chiến thắng và mang về cho đội Nhật 10 điểm. Hanyu sau đó đã phá vỡ kỉ lục thế giới do chính mình thiết lập và trở thành vận động viên trượt băng đầu tiên vượt mốc 100 điểm trong bài thi ngắn với 101,45 điểm. Hanyu giành chiến thắng chung cuộc và giành huy chương vàng Olympic đầu tiên cho Trượt băng nghệ thuật Nhật Bản hạng mục Đơn nam, đồng thời là vận động viên châu Á đầu tiên giành huy chương vàng Olympic ở hạng mục này.
Tháng 3 năm 2014, Hanyu xếp thứ ba phần thi ngắn, và xếp thứ nhất phần thi tự do và giành huy chương vàng chung cuộc tại giải Vô Địch Thế giới 2014 ở Saitama (Nhật Bản). Anh là người thứ hai chiến thắng cả ba giải đấu lớn là Olympic, Vô địch thế giới, Chung kết Grand Prix trong cùng một mùa giải sau Alexei Yagudin (mùa giải 2001-2002).

#### Mùa giải 2014-2015: Chiến thắng Chung kết Grand Prix lần thứ hai

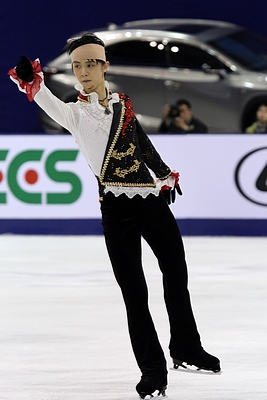
Hanyu thực hiện bài thi tự do tại Cup of China 2014 sau tai nạn trong 6 phút khởi động trước bài thi.

Hanyu rút tên khỏi danh sách tham gia Finlandia Trophy 2014 bởi chấn thương lưng. Trong mùa giải Grand Prix 2014-15, anh được chọn tham gia thi đấu tại Cup of China 2014 và NHK Trophy 2014.
Tháng 11 năm 2014, anh tham gia Cup of China 2014 tại Thượng Hải và xếp thứ hai sau phần thi ngắn. Ngày hôm sau, trong 6 phút khởi động trước phần thi tự do, anh đã va chạm mạnh trên sân băng với vận động viên người Trung Quốc Han Yan và bị nhiều chấn thương, phải băng bó ở trán và cằm, tuy nhiên anh vẫn quyết định thi đấu. Anh đã ngã năm lần, xếp thứ hai phần thi tự do và giành huy chương bạc. Sau cuộc thi, anh phải khâu vết thương trên đầu và cằm do va chạm và bị ngã nhiều lần. Anh quay về Nhật Bản để kiểm tra chấn thương. Ngoài vết thương tại đầu và cằm, anh bị thương ở cơ hoành và đùi trái, bong gân mắt cá chân phải.
Vài ngày trước NHK Trophy diễn ra, Hanyu thông báo rằng anh sẽ tiếp tục thi đấu nhưng không ở phong độ tốt nhất. Anh đấu tranh với chấn thương để thi đấu, xếp thứ năm phần thi ngắn và thứ ba phần thi tự do, đứng thứ tư chung cuộc. Anh vừa đủ điểm tham gia Chung kết Grand Prix 2014-2015 tại Barcelona, Tây Ban Nha vào tháng 12. Tại đây, anh về nhất cả phần thi ngắn (94,08 điểm) và phần thi tự do (194,08 điểm, điểm cá nhân tốt nhất và điểm phần thi tự do cao nhất mùa giải), vô địch Chung kết Grand Prix Final lần thứ hai liên tiếp, cách biệt 34,26 điểm với người về nhì Javier Fernández.
Cuối tháng 12, Hanyu thi đấu tại giải Vô địch Nhật Bản 2014-15. Anh đứng đầu cả hai phần thi với tổng điểm 286,86, mang về danh hiệu Vô địch Quốc qia Nhật Bản lần thứ ba liên tiếp. Anh rút khỏi buổi gala sau cuộc thi vì đau bụng. Anh phải tiến hành phẫu thuật bụng bởi một biến chứng bẩm sinh và phải nhập viện hai tuần, dự kiến sẽ tiếp tục luyện tập một tháng sau đó. Tuy nhiên, vào ngày 9 tháng 2, anh bị bong gân mắc cá chân phải và một lần nữa phải hoãn việc luyện tập trên băng hai tuần. Vào tháng 3, anh tiếp tục tập luyện tại Nhật Bản mà không có huấn luyện viên Brian Orser.
Hanyu thi đấu tại giải Vô địch Thế giới 2015, nơi anh đạt điểm số cao nhất mùa giải trong phần thi ngắn. Anh ghi được 175,88 điểm phần thi tự do và 271,08 điểm tổng, giành huy chương bạc cách biệt nhỏ hơn 3 điểm so với người chiến thắng.
Hanyu lần đầu tiên thi đấu tại  World Team Trophy 2015 tại Tokyo, Nhật Bản. Anh đứng đầu cả phần thi ngắn (với điểm số cao nhất mùa giải) và phần thi tự do, nhận được 24 điểm giúp đội Nhật Bản giành huy chương đồng. Anh là vận động viên duy nhất thắng cả hai phần thi trong cuộc thi này.

#### Mùa giải 2015-2016: Sáu kỷ lục thế giới vớiSEIMEI

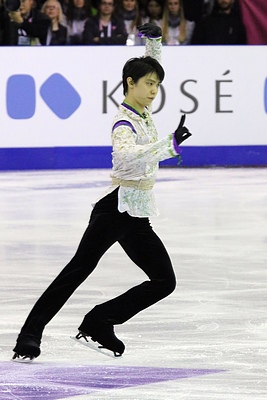
Hanyu tại Chung kết Grand Prix 2015-2016

Hanyu sử dụng lại bài thi ngắn của mùa giải trước là Ballade no.1 (Chopin), do Jeffrey Buttle biên đạo, và bài thi tự do mới mang tên SEIMEI (ghép từ 7 bản nhạc nền của bộ phim Âm Dương sư), biên đạo bởi Shae-Lynn Bourne. Anh đã gặp Mansai Nomura (diễn viên đóng vai Abe no Seimei trong phim) để xin lời khuyên về cách thể hiện nhân vật. Hanyu  bắt đầu mùa giải bằng huy chương vàng Autumn Classic 2015 tại Canada, cách biệt 36 điểm với người về nhì Nam Nguyen. Trong chuỗi giải Grand Prix 2015-16, Hanyu được chọn thi đấu tại Skate Canada và NHK Trophy.
Tại Skate Canada 2015, Hanyu đứng thứ sáu phần thi ngắn với 73,25 điểm sau khi bị lỡ cú nhảy quad Toe loop thành cú nhảy hai vòng. Trong phần thi tự do, anh vươn lên vị trí thứ hai với 186,29 điểm sau khi thực hiện ba lần nhảy quad (4S,4T ở nửa trước và 4T-2T ở nửa sau bài thi). Anh đứng thứ hai chung cuộc sau Patrick Chan với tổng số điểm 259,54. Tại NHK Trophy 2015, Hanyu đứng đầu phần thi ngắn với số điểm kỉ lục thế giới là 106,33. Anh đã thực hiện hoàn hảo các cú nhảy 4S, 4T-3T, 3A. Trong phần thi tự do, anh đáp hoàn hảo bốn lần nhảy 4 vòng và nhận được 216,07 điểm, tổng cộng là 322,4 điểm, phá vỡ kỉ lục thế giới cả phần thi tự do và tổng điểm. Với kết quả này, anh đủ điều kiện tham dự Chung kết Grand Prix ở vị trí thứ hai với 28 điểm trong bảng xếp hạng dựa trên thành tích của các giải đấu loại Grand Prix trước đó.
Tháng 12, Hanyu giành chiến thắng Chung kết Grand Prix 2015-2016 tổ chức ở Barcelona và phá vỡ ba kỷ lục thế giới mà chính anh lập ra 2 tuần trước đó, bao gồm 110,95 điểm phần thi ngắn, 219,48 điểm phần thi tự do và 330,43 điểm tổng. Hanyu và vận động viên nam đầu tiên vô địch Chung kết Grand Prix ba mùa giải liên tiếp. Anh giành chiến thắng cách biệt với Javier Fernández là 37,48 điểm, phá vỡ kỉ lục cách biệt điểm số trước đó của Evgeni Plushenko năm 2004 (35,1 điểm).
Ngày 26 tháng 12 năm 2015, Hanyu giành danh hiệu vô địch lần thứ tư liên tiếp tại giải Vô địch Nhật Bản 2015-16, sau khi dẫn đầu phần thi ngắn và phần thi tự do. Sau đó, Hanyu thông báo rằng anh sẽ không thi đấu tại giải Bốn châu lục 2016 vì anh có kế hoạch tập trung luyện tập cho giải Vô địch Thế giới 2016.
Hanyu tham dự giải Vô địch Thế giới 2016 tại Boston với một phần thi ngắn 'sạch sẽ' ghi được 110,56 điểm, đứng đầu và cách biệt 12,04 điểm với Javier Fernández đứng thứ hai. Trong phần thi tự do, Hanyu mắc một số lỗi trong bài thi khiến anh kết thúc cuộc thi ở vị trí thứ hai sau Javier.
Ngày 26 tháng 4, Liên đoàn Trượt băng Nhật Bản thông báo Hanyu sẽ nghỉ thi đấu hai tháng để chữa trị chấn thương. Anh đã phải đối mặt với cơn đau bàn chân trái kể từ đầu mùa giải, điều này trở nên tồi tệ hơn từ tháng Một. Chấn thương là lí do Hanyu quyết định nhảy Salchow thay vì Toe loop cho cú nhảy bốn vòng thứ ba trong phần thi tự do ở giải Vô địch Thế giới. Hanyu được chẩn đoán bị tổn thương dây chằng Lisfranc ở bàn chân trái.

#### Mùa giải 2016-2017: Danh hiệu Vô địch Thế giới thứ hai

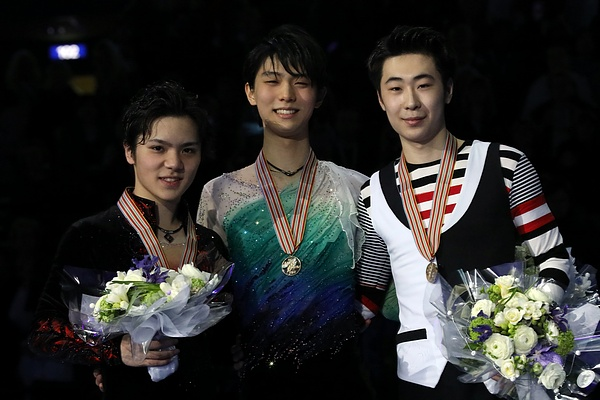
Hanyu (giữa) tại Giải Vô địch Trượt băng nghệ thuật Thế giới 2017

Trong loạt giải Grand Prix 2016-17, Hanyu được chọn thi đấu tại Skate Canada International và NHK Trophy. Mùa giải này anh sử dụng nhạc nền bài thi ngắn là "Let's go crazy" của danh ca quá cố Prince, bài thi tự do "Hope and Legacy", kết hợp từ hai bản nhạc "Asian Dream song" và "View of Silence" của Hisaishi Joe, do Shae-lynn Bourne biên đạo. Hanyu tham dự giải Autumn Classic International 2016, anh giành huy chương vàng và trở thành người đầu tiên trong lịch sử thực hiện thành công cú nhảy quad Loop (4Lo) trong thi đấu chính thức.
Tại Skate Canada International 2016, Hanyu đứng thứ tư phần thi ngắn, sau khi chạm đầu gối khi đáp cú nhảy thứ nhất, gần chạm tay lên băng và không hoàn thành nhảy kết hợp theo kế hoạch ở lần nhảy thứ hai. Trong phần thi tự do, anh vươn lên vị trí đầu tiên với 183,41 điểm. Chung cuộc anh giành huy chương bạc sau Patrick Chan. Tại NHK Trophy 2016, bài thi ngắn của Hanyu đạt 103,89 điểm, dẫn đầu và cách biệt gần 16 điểm với Nathan Chen. Trong phần thi tự do, anh đã đáp thành công ba lần nhảy quad (Loop, Salchow và Toe loop) nhưng mắc lỗi ở hai lần nhảy khác, nhận được 197,58 điểm (dẫn đầu). Anh nhận tổng điểm là 301,47 và giành huy chương vàng.
Tại Chung kết Grand Prix 2016-17 ở Marseille, Hanyu dẫn đầu phần thi ngắn với 106,53 điểm. Trong phần thi tự do, Hanyu có một khởi đầu mạnh mẽ với các cú nhảy được đáp hoàn hảo ở nửa đầu bài thi nhưng mắc lỗi ở cú nhảy thứ ba ở nửa sau. Anh đứng thứ ba ở phần thi tự do nhưng với lợi thế ở phần thi ngắn, anh đã giành chiến thắng và trở thành vận động viên trượt băng đơn nam đầu tiên chiến thắng Chung kết Grand Prix bốn lần liên tiếp.
Hanyu thông báo rút khỏi giải Vô địch Quốc gia Nhật Bản 2016 do mắc bệnh cúm. Mặc dù vậy anh vẫn được lựa chọn để cạnh tranh tại giải Bốn châu lục 2017 và giải Vô địch Thế giới 2017. Tại giải Bốn châu lục 2017, Hanyu xếp thứ ba sau phần thi ngắn với 97,04 điểm do mắc lỗi ở cú nhảy kết hợp. Trong phần thi tự do, mặc dù có khởi đầu tốt nhưng anh đã mắc lỗi ở cú nhảy kết hợp quad-triple. Hanyu sau đó đã ứng biến bố cục bài thi của mình ở nửa sau, thay đổi thành công ba cú nhảy anh bỏ lỡ trước đó thành những cú nhảy khó hơn để tối đa điểm số của mình sau khi mắc sai lầm. Anh đứng đầu phần thi tự do với 206,67 điểm nhưng đứng thứ hai chung cuộc sau Nathan Chen khoảng 4 điểm.
Tại giải Vô địch Thế giới 2017 tổ chức ở Phần Lan, Hanyu xếp thứ năm sau bài thi ngắn với số điểm 98,39 do mắc lỗi ở cú nhảy thứ hai trong combo nhảy kết hợp và bị trừ điểm thời gian. Trong phần thi tự do, Hanyu đã thực hiện hoàn hảo tất cả các cú nhảy một cách đẹp mắt (bao gồm bốn quad và hai triple Axel), đồng thời đạt Cấp độ 4 (cao nhất) cho các động tác chuyển hướng và xoay tại chỗ (spins). Anh ghi được 223,20 điểm trong bài thi tự do, lập kỷ lục thế giới mới và điểm cá nhân tốt nhất, kết thúc cuộc thi với 321,59 điểm và giành danh hiệu Vô địch Thế giới thứ hai.
Tại World Team Trophy 2017, Hanyu xếp thứ bảy phần thi ngắn sau khi mắc lỗi và bỏ lỡ cú nhảy kết hợp. Trong phần thi tự do, Hanyu đứng đầu với 200,49 điểm sau khi thực hiện một bài thi với bốn cú nhảy quad (ba trong số đó được nhận điểm cộng), trở thành vận động viên trượt băng đầu tiên hoàn thành ba lần nhảy quad ở nửa sau bài thi tự do. Tuy nhiên, anh đã biến hai cú nhảy khác thành cú nhảy đơn (single). Tóm lại, anh đã ghi thêm 18 điểm vào điểm số của đội và giành huy chương vàng với đội Nhật Bản.

#### Mùa giải 2017-2018: Huy chương vàng Olympic thứ hai
Hanyu sử dụng lại bài thi ngắn "Ballade No.1" (mùa giải 2014-15, 2015-16) và bài thi tự do "Seimei" với cấu trúc khó hơn so với mùa giải 2015-16.
Tại giải Autumn Classic International 2017, bài thi ngắn của Hanyu đạt 112,72 điểm; phá vỡ kỷ lục thế giới do chính anh lập nên ở Chung kết Grand Prix 2015-16. Hanyu thực hiện tốt tất cả các cú nhảy, hai trong số đó nhận được điểm thưởng tuyệt đối (GOE +3). Anh không sử dụng cú 4Lo do cơn đau ở đầu gối phải. Ở phần thi tự do, anh nhảy hỏng cú nhảy đầu tiên từ 3Lz thành 1Lz, ngã ở cú 3A, tiếp đó không hoàn thành 3 cú nhảy theo dự định và tiếp đất xấu cú 4T, bị giảm độ khó. Hanyu được 155,52 điểm bài thi tự do và giành huy chương bạc chung cuộc sau Javier Fernandez.
Tại Rostelecom Cup 2017, Hanyu đứng thứ hai sau bài thi ngắn. Anh xoay không đủ vòng cú 4T đầu tiên và gần như mất thăng bằng sau khi tiếp đất, đồng thời ngã ở tổ hợp 4T+3T cuối cùng. Ngày tiếp theo, Hanyu lần đầu tiên thực hiện thành công cú nhảy 4Lz trong phần thi tự do. Mặc dù mắc lỗi ở 2 trong số những lần nhảy còn lại, anh về nhất phần thi tự do với 195,92 điểm. Chung cuộc, Hanyu giành huy chương bạc.
Ngày 9 tháng 11 năm 2017, Hanyu bị chấn thương dây chằng mắt cá chân phải trong khi tập cú nhảy 4Lz, khiến anh phải rút lui khỏi giải NHK Trophy, đồng nghĩa từ bỏ cơ hội giành chức vô địch Chung kết Grand Prix lần thứ 5 liên tiếp. Vì việc hồi phục kéo dài hơn dự tính, Hanyu tiếp tục phải rút lui khỏi giải Vô địch Quốc gia Nhật Bản 2017. Mặc dù không thể có mặt tại giải đấu quyết định suất tham dự Olympic này, anh vẫn được đại diện cho Nhật Bản tranh tài tại Olympic Pyeongchang 2018 và giải Vô địch Thế giới 2018 tại Milan, Ý nhờ giữ vị trí số 1 bảng xếp hạng thế giới với tư cách là đương kim vô địch thế giới và đương kim vô địch Olympic.
Ngày 3 tháng 2 năm 2018, Liên đoàn thông báo Hanyu sẽ không tham gia hạng mục Đồng đội ở Olympic để tập trung huấn luyện tại Toronto chuẩn bị cho hạng mục cá nhân.
Olympic Mùa Đông 2018

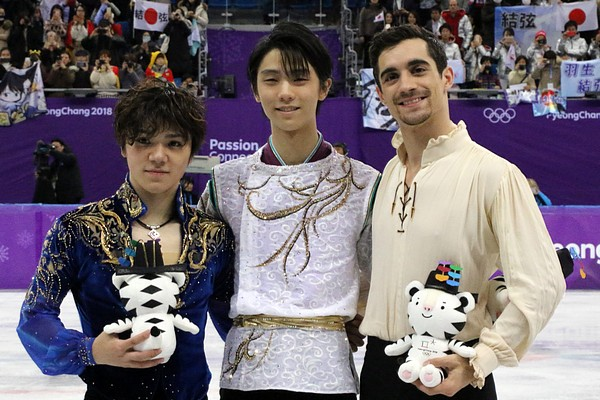
Hanyu Yuzuru cùng Uno Shoma (trái) và Javier Fernandez (phải) tại Olympic 2018

Hanyu có mặt tại Hàn Quốc vào ngày 11 tháng 2 năm 2018, dưới sự bảo vệ của đội ngũ an ninh và sự săn đón mạnh mẽ của giới truyền thông. Liên đoàn Trượt băng Nhật Bản đã đặc biệt yêu cầu Ủy ban Olympic Nhật Bản cho Hanyu được hưởng đặc quyền cao nhất ở Olympic. Anh cũng là vận động viên duy nhất ở Olympic có vệ sĩ đi theo bảo vệ. Các buổi tập luyện của anh ở Olympic luôn là mục tiêu của báo chí và có sự tham gia của hàng trăm phóng viên. Tại buổi họp báo chính thức của Hanyu ngày 13 tháng 2, anh cho biết đã không thể tập luyện trên sân băng cho đến tận tháng Một, bắt đầu tập nhảy 3 vòng chỉ ba tuần và nhảy 4 vòng chỉ hai tuần trước giải đấu, đồng thời vẫn chưa quyết định yếu tố kỹ thuật nào sẽ được sử dụng trong bài thi.
Ngày 16 tháng 2, Hanyu biểu diễn một bài thi ngắn hoàn hảo giúp anh dẫn đầu với 111,68 điểm. Ở phần thi tự do, anh giành được 206,17 điểm với một bài thi vững chắc. Tổng số điểm 317,85 giúp anh giành ngôi vô địch Olympic lần thứ 2 liên tiếp, một thành tích mà chưa một vận động viên đơn nam nào đạt được được kể từ thời Dick Button (1948, 1952). Huy chương vàng của Hanyu cũng là huy chương thứ 1000 trong lịch sử Thế vận hội mùa đông.
Trong buổi họp báo ngày 18 tháng 2, Hanyu cho biết anh đã phải sử dụng thuốc giảm đau liều mạnh khi tập luyện và thi đấu ở Olympic lần này, nhấn mạnh rằng nếu không dùng thuốc, anh không thể bật nhảy hoặc tiếp đất. Chấn thương mà Hanyu gặp phải từ tháng 11 khiến anh không thể thi đấu trong 3 tháng liên tục và phải giảm độ khó của bài thi nghiêm trọng hơn dự đoán. Anh chia sẻ rằng kế hoạch thi đấu trong tương lai của anh vẫn chưa được quyết định bởi chấn thương vẫn chưa lành và anh muốn tập trung hồi phục hoàn toàn. Mặc dù vậy, anh nói không có ý định giải nghệ, mục tiêu tiếp theo là thực hiện thành công cú quad Axel (4A: 4,5 vòng Axel), cú nhảy mà chưa một ai thực hiện được.
Ngày 7 tháng 3 năm 2018, Liên đoàn trượt băng Nhật Bản thông báo Hanyu đã quyết định rút lui khỏi giải Vô địch Thế giới 2018. Kiểm tra y tế sau Olympic cho thấy anh bị tổn thương dây chằng ở mắt cá chân phải và các chấn thương khác, theo đó anh cần ít nhất 2 tuần nghỉ ngơi và 3 tháng để phục hồi chấn thương.
Vào tháng 4, Hanyu đã biểu diễn các bài thi cũ trong chương trình Continues with Wings mà anh tự sản xuất tại Quảng trường thể thao Musashino Forest ở Tokyo, Nhật Bản, bỏ qua phần nhảy do chấn thương. Ngày 1 tháng 6 năm 2018, Hanyu được thông báo nhận Giải thưởng Quốc dân Danh dự, một giải thưởng danh giá của Chính phủ do Thủ tướng Nhật Bản trao tặng. Kể từ khi giải thưởng này được thành lập vào năm 1977, Hanyu là người trẻ nhất trong số 27 người được nhận giải và là vận động viên trượt băng nghệ thuật đầu tiên được vinh danh.

#### Mùa giải 2018-2019: Tái chấn thương và huy chương bạc Thế giới

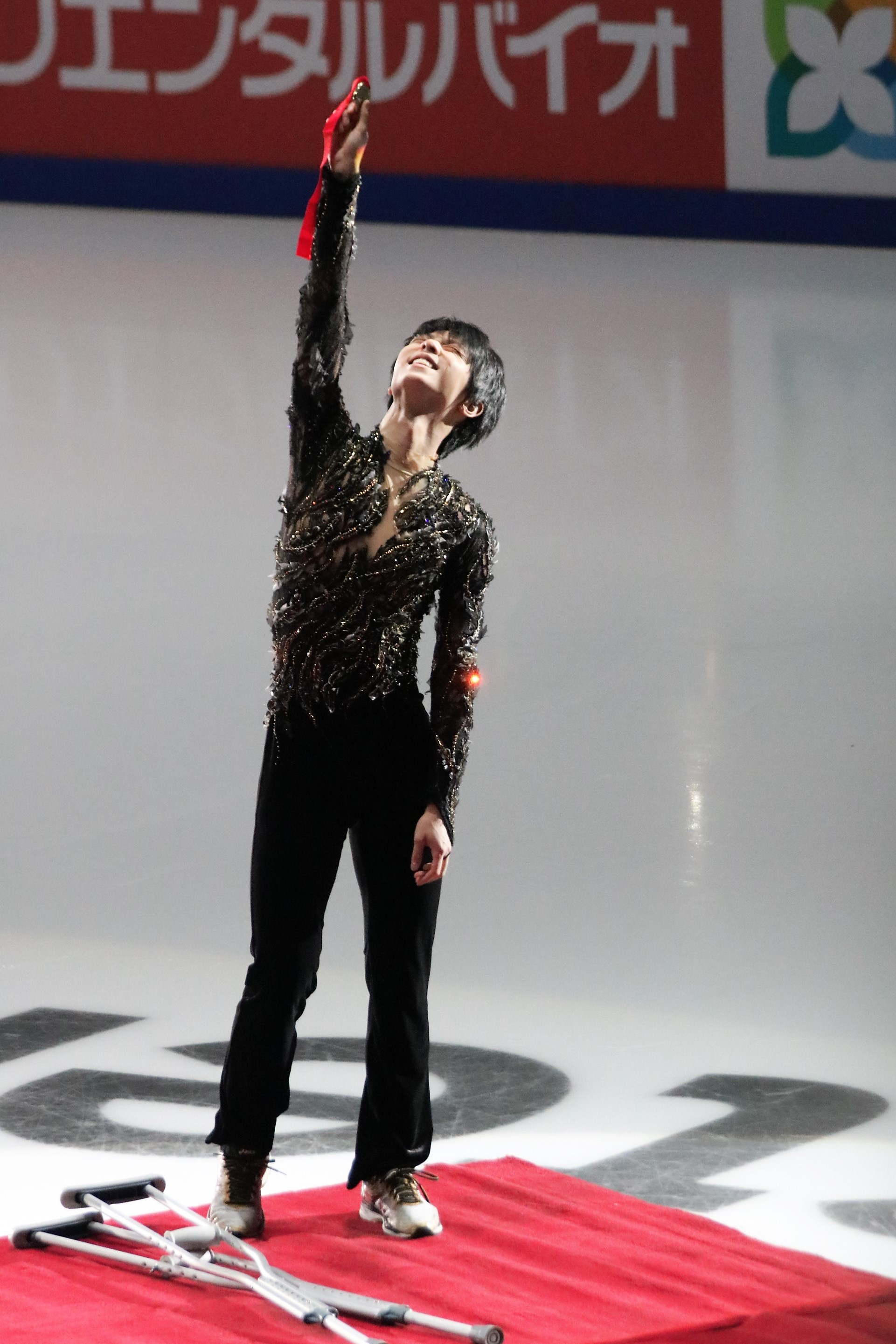
Hanyu Yuzuru tại lễ trao giải Rostelecom Cup 2018

Mùa giải này Hanyu sử dụng các bản nhạc nền từ bài thi nổi tiếng nhất của Evgeni Plushenko (Nga) và Johnny Weir (Mỹ) - thần tượng trong giới trượt băng của anh để bày tỏ sự tôn vinh dành cho họ. Bài thi ngắn có tên "Otoñal" do Jeffrey Buttle biên đạo, bài thi tự do "Origin", biên đạo bởi Shae-Lynn Bourne. Về sự lựa chọn này, Hanyu chia sẻ: "(Trước đây) tôi phải đáp ứng kì vọng của mọi người và đạt kết quả tốt. Tôi đã gặp nhiều áp lực như vậy. Tuy nhiên, tôi hài lòng với kết quả (thành công ở Olympic), tôi đã được giải phóng khỏi áp lực phải đạt những kết quả đó. Tôi nghĩ và cảm thấy rằng từ bây giờ tôi có thể trượt băng cho chính mình. Tôi muốn quay trở lại cội nguồn trượt băng của mình."
Cuối tháng 9 năm 2018, tại giải Autumn Classic International 2018, anh đạt 97,74 điểm cho phần thi ngắn sau khi một động tác xoay tại chỗ (spin) của anh bị vô hiệu hóa. Hanyu nhận được 165,91 điểm cho phần thi tự do, giành huy chương vàng giải đấu với 263,65 điểm.
Đầu tháng 11 năm 2018, tại giải Grand Prix Helsinki (Phần Lan), Hanyu thiết lập 3 kỷ lục thế giới đối với phần thi ngắn (106,69 điểm), phần thi tự do (190,43 điểm) và điểm tổng (297,12 điểm) theo hệ thống tính điểm mới +5/-5 GOE, giành huy chương vàng với cách biệt gần 40 điểm. Ở phần thi tự do, Hanyu trở thành người đầu tiên thực hiện thành công chuỗi cú nhảy 4T+3A+SEQ trong thi đấu.
Tại giải Rostelecom Cup (Nga), Hanyu lập kỷ lục thế giới mới cho phần thi ngắn với 110,53 điểm. Ngày tiếp theo, anh bị tái chấn thương mắt cá chân phải khi tập cú nhảy 4Lo. Anh đã cân nhắc đến việc rút lui nhưng lựa chọn tiếp tục thi đấu với sự trợ giúp của thuốc giảm đau và thay đổi bố cục bài thi để không làm trầm trọng thêm trấn thương. Anh dẫn đầu phần thi tự do và chiến thắng với tổng điểm 278,42. Đây là lần đầu tiên Hanyu giành huy chương vàng ở cả 2 giải Grand Prix vòng loại. Sau đó, anh nói: "Tôi đã nghĩ đến việc rút lui vì chấn thương, nhưng đó là lựa chọn của tôi. Tôi thực sự muốn trượt bài thi này ở Nga." Tại lễ trao giải, Hanyu phải chống nạng để bước lên bục huy chương và rút tên khỏi Gala biểu diễn. Người đứng đầu bộ phận phát triển của Hiệp hội Trượt băng Nhật Bản Yoshiko Kobayashi cho biết cô đã khuyến nghị ba tuần nghỉ ngơi để mắt cá chân của Hanyu hồi phục.
Ngày 29 tháng 11 năm 2018, Liên đoàn Trượt băng Nhật Bản thông báo Hanyu sẽ rút lui khỏi Chung kết Grand Prix do chấn thương dây chằng và gân ở chân phải, anh cần khoảng một tháng để phục hồi. Việc rút lui khỏi giải Vô địch Nhật Bản được thông báo hai tuần sau đó.
Mặc dù không tham gia giải Vô địch Quốc gia, Hanyu được chọn đại diện cho Nhật Bản tại giải Vô địch Thế giới 2019 tổ chức ở Saitama, Nhật Bản dựa trên thành tích của anh từ các mùa giải trước. Trước cuộc thi, anh nói rằng mắt cá chân bị thương vẫn chưa hồi phục hoàn toàn, nhưng khẳng định anh "sẵn sàng 100%" cho cuộc thi. Anh đứng thứ ba sau phần thi ngắn với 94,87 điểm sau khi bỏ lỡ cú quad Salchow và biến nó thành một cú nhảy 2 vòng. Phần thi tự do anh trượt gần như sạch sẽ, đứng thứ hai với 106,10 điểm. Cả điểm phần thi tự do và điểm tổng 300,97 của anh đều là kỉ lục thế giới nhưng sau đó bị vượt qua bởi Nathan Chen. Chung cuộc, anh giành huy chương bạc. Trả lời phỏng vấn sau giải đấu, Hanyu bộc lộ sự tiếc nuối và khẳng định kết quả này đã thúc đẩy anh tiếp tục trượt băng và tiến bộ hơn trong mùa giải tiếp theo. Tương tự như khi chuẩn bị cho Thế vận hội, anh phải dựa vào thuốc giảm đau trước và trong cuộc thi để có thể nhảy. Thời gian phục hồi của anh không thể dự doán được. Sau đó, Liên đoàn Trượt băng Nhật Bản thông báo anh sẽ không tham dự World Team Trophy do chấn thương.

#### Mùa giải 2019-2020: Super Slam đơn nam đầu tiên
Trong mùa giải này, Hanyu tái sử dụng bài thi của mùa giải 2018-2019 với cấu trúc dự kiến được tăng cường độ khó. Tháng 9 năm 2019, Hanyu mở đầu mùa giải bằng chiến thắng tại giải Autumn Classic International (Canada) với tổng số điểm là 279,05 sau khi đứng nhất cả hai phần thi. Huấn luyện viên Brian Orser khen ngợi Hanyu: "Tôi chưa bao giờ thấy cậu ấy tập trung như vậy vào thời điểm này trong năm."
Tháng 10 năm 2019, Hanyu thi đấu tại giải Skate Canada International thuộc chuỗi giải Grand Prix. Đây là lần thứ 4 anh thi đấu tại đây và giành huy chương bạc cả 3 lần trước đó. Hanyu đứng đầu bài thi ngắn với một bài thi sạch sẽ, dẫn trước Camden Pulkinen (Mỹ) 20 điểm. Đánh giá về màn trình diễn của mình, Hanyu nói rằng nó "không quá xuất sắc, nhưng tôi cảm thấy bản thân đã làm hết sức mình trong ngày hôm nay." Trong bài thi tự do, Hanyu hơi mất thăng bằng trong cú nhảy quad Loop đầu tiên nhưng tất cả các cú nhảy còn lại đều được đáp sạch sẽ, thiết lập điểm số cá nhân tốt nhất mới và giành chiến thắng. Khoảng cách 59,82 điểm của anh so với người về nhì Nam Nguyen là cách biệt điểm số lớn nhất trong lịch sử chuỗi giải Grand Prix. Trong giải đấu này, Hanyu trở thành người đầu tiên thực hiện thành công tổ hợp cú nhảy 4T+1Eu+3F trong thi đấu chính thức.
Tháng 11 năm 2019, Hanyu tham gia giải Grand Prix tiếp theo là NHK Trophy (Nhật Bản). Anh thi khá tốt phần thi ngắn, đạt 109,34 điểm. Trong phần thi tự do, Hanyu nhảy hỏng tổ hợp 4T+1Eu+3F, được 195,71 điểm. Chung cuộc anh vô địch với 305,05 điểm tổng và giành tấm vé tham dự Chung kết Grand Prix 2019-2020.
Đầu tháng 12 năm 2019, Hanyu tiến vào Chung kết Grand Prix 2019-2020 với tư cách là ứng cử viên vô địch cùng với Nathan Chen. Huấn luyện viên của anh Ghislain Briand bị trì hoãn trong việc di chuyển đến sự kiện, dẫn đến việc Hanyu không có huấn luyện viên nào bên cạnh trong khoảng thời gian đầu của cuộc thi. Trong phần thi ngắn, Hanyu không thực hiện đủ cú nhảy kết hợp, kết quả kém Nathan Chen gần 13 điểm. Trong phần thi tự do, Hanyu lần đầu tiên hạ cánh thành công 5 cú quad trong bài thi tự do, bao gồm cả cú quad Luzt đầu tiên kể từ chấn thương trong mùa giải Olympic 2018. Tuy nhiên anh bỏ lỡ cú nhảy kết hợp 3A-3A theo dự định, kết quả anh về nhì sau Nathan Chen trong phần thi tự do, giành huy chương bạc chung cuộc.
Giữa tháng 12, Hanyu tham dự giải Vô địch Quốc gia Nhật Bản. Anh đứng đầu bài thi ngắn, cách biệt 5,01 điểm với Uno Shoma. Tuy nhiên, do lịch thi đấu dày đặc khiến mệt mỏi tích tụ (trong vòng 4 tuần, anh đã tham gia liên tiếp 3 giải đấu tại 3 quốc gia khác nhau) và bị lên cơn hen trước khi thi đấu, anh không đủ sức thực hiện tốt phần thi tự do, liên tục mắc lỗi ở các cú nhảy và xếp thứ 3 phần thi này. Chung cuộc, anh giành huy chương bạc, xếp sau Uno Shoma.

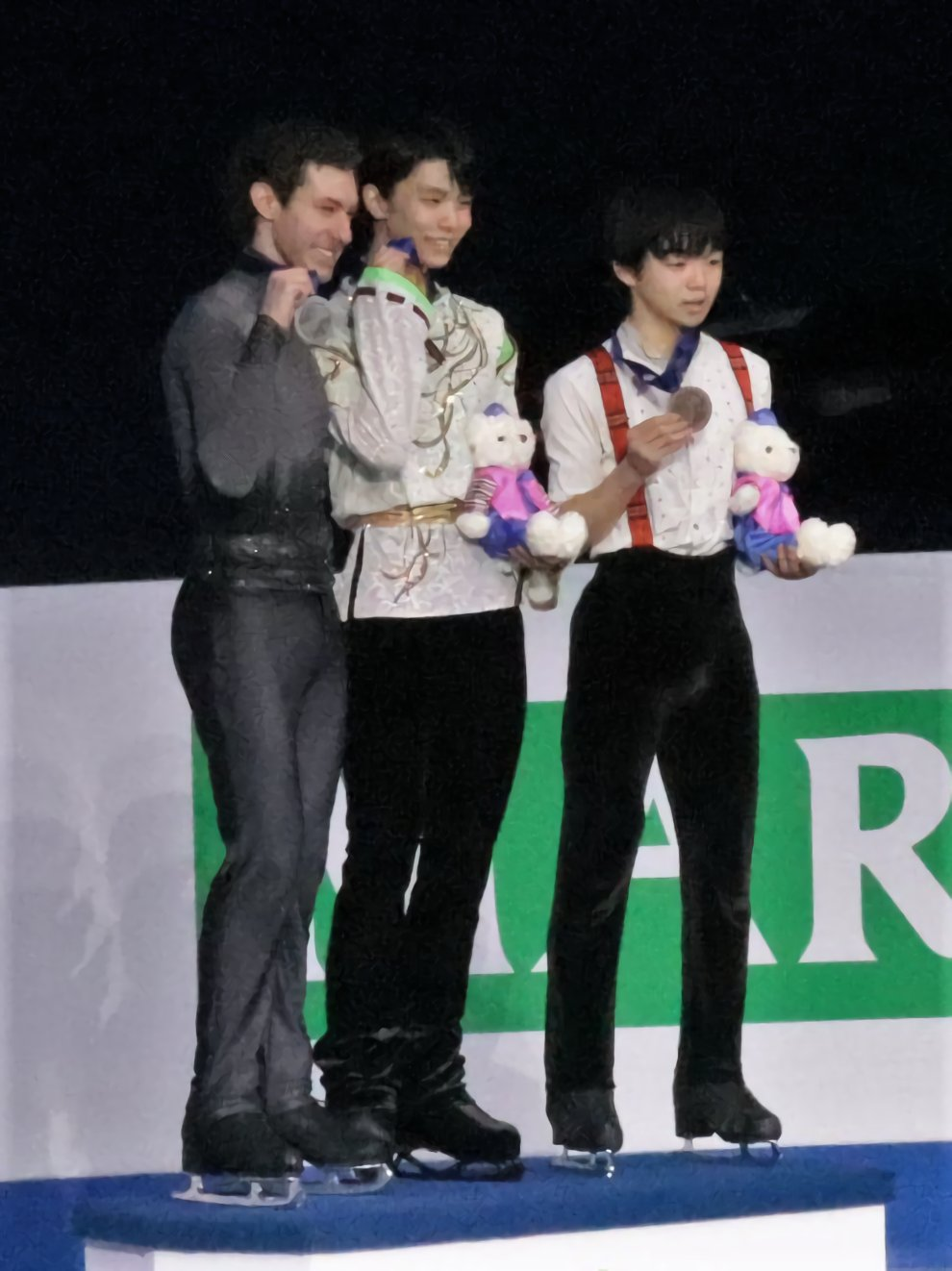
Hanyu (giữa) với Jason Brown (trái) và Yuma Kagiyama (phải) tại giải Bốn châu lục 2020

Đầu tháng 2 năm 2020, Hanyu gây bất ngờ khi đột ngột thay đổi bài thi bằng cặp bài thi tiêu biểu của mình là "Ballade no. 1" và "SEIMEI" để thi đấu tại giải Bốn châu lục 2020. Tham khảo hai bài thi tại Thế vận hội Mùa đông 2018 tổ chức ở Pyeongchang, Hanyu tuyên bố rằng anh muốn giành huy chương vàng lần nữa tại Hàn Quốc và tập trung vào phong cách trượt băng nghệ thuật của bản thân hơn nữa. Trong bài thi ngắn, Hanyu phá vỡ kỷ lục thế giới của chính mình với 111,82 điểm. Hanyu gọi đó là: "màn trình diễn hoàn hảo nhất mà tôi từng thực hiện." Mặc dù mắc lỗi trong 2 lần nhảy quad, anh vẫn dẫn đầu phần thi tự do, vô địch Bốn châu lục lần đầu tiên với 299,42 điểm., đồng thời trở thành vận động viên trượt băng đơn nam đầu tiên và duy nhất giành được danh hiệu Super Slam - chiến thắng tất cả các giải đấu lớn của ISU từ cấp độ Thiếu niên đến Trưởng thành. Anh được cử đi thi đấu tại giải Vô địch Thế giới ở Montreal, nhưng giải đấu đã bị hủy bỏ do Đại dịch COVID-19.
Tại Lễ trao giải Trượt băng ISU năm 2020, Hanyu được đề cử Trang phục đẹp nhất và giành được giải thưởng Vận động viên trượt băng có giá trị nhất (Most Valuable Skater) cho mùa giải 2019-2020.

#### Mùa giải 2020-2021
Do diễn biến phức tạp của đại dịch Covid-19, Hanyu quyết định không tham gia các giải thuộc chuỗi Grand Prix trong mùa này sau khi cân nhắc kĩ lưỡng về rủi ro mắc covid cho bản thân, các nhân viên tại cuộc thi và những người hâm mộ sẽ tập trung để ủng hộ anh. Mặc dù cảm thấy "mâu thuẫn" về việc liệu anh có nên thi đấu hay không khi COVID-19 vẫn tiếp tục và anh phải luyện tập mà không có huấn luyện viên bên cạnh, Hanyu đã quyết định thi đấu tại giải Vô địch Quốc gia Nhật Bản để tranh suất thi đấu tại giải Vô địch Thế giới ở Stockholm. Trong mùa giải này, anh sử dụng 2 bài trượt mới là "Let me entertain you" và "Heaven And Earth" (Ten to Chi to). Anh dẫn đầu bài thi ngắn (103,53 điểm) và bài thi tự do (215,83 điểm) với việc thực hiện hoàn hảo tất cả các yếu tố kỹ thuật, giành được danh hiệu vô địch quốc gia thứ 5 với 319,36 điểm.
Cuối tháng 3 năm 2021, Hanyu được đoàn Nhật cử đi thi đấu giải Vô địch Thế giới 2021 tổ chức ở Stockholm, Thụy Điển để tranh suất dự Olympics Bắc Kinh 2022. Tại đây, anh xếp thứ nhất ở phần thi ngắn với 106,98 điểm. Hanyu mở đầu phần thi tự do với ba cú nhảy bốn vòng liên tiếp nhưng chạm vào băng 2 lần, đạt 182,20 điểm, đứng thứ 4 ở phần thi tự do và thứ 3 chung cuộc. Đây là lần đầu tiên Hanyu đứng dưới hạng 2 kể từ năm 2014. Vào ngày hôm sau anh xác nhận bản tin của các phương tiện truyền thông nước ngoài về việc lên cơn hen suyễn. Hanyu nói rằng anh cảm thấy hơi đau sau bài thi tự do và giải thích: "Có một vài rắc rối nhỏ liên tục chồng chất lên nhau... Tuy nhiên, nếu được hỏi liệu đó có phải là nguyên nhân dẫn đến sai lầm lớn (trong bài thi tự do) hay không, tôi không nghĩ rằng đó là sai lầm lớn khi xét đến việc bỏ lỡ điểm số." Thành tích của anh góp phần giành cho Nhật Bản 3 xuất ở hạng mục đơn nam tham dự Thế vận hội Mùa đông 2022.
Giữa tháng 4 năm 2021, Hanyu cùng đội Nhật Bản tham dự World Team Trophy 2021 tại Osaka, Nhật Bản. Anh đứng thứ hai ở cả phần thi ngắn và phần thi tự do, phá kỉ lục điểm số cá nhân tốt nhất mùa giải ở cả bài thi ngắn (107,12 điểm) và bài thi tự do (193,76 điểm), giành được tổng cộng 22 điểm giúp đội Nhật giành huy chương Đồng.

#### Mùa giải 2021-2022: Thế vận hội Bắc Kinh
Hanyu xác nhận kế hoạch thi đấu trong mùa giải Olympic 2021-22, dự kiến thi đấu tại NHK Trophy và Rostelecom Cup vào tháng 11 trong chuỗi giải Grand Prix. Ngày 4 tháng 11 năm 2021, Liên đoàn Trượt băng Nhật Bản (JSF) thông báo Hanyu rút lui khỏi NHK Trophy do chấn thương dây chằng mắt cá chân phải trong một lần ngã khi luyện tập. JSF sau đó thông báo Hanyu rút lui khỏi Rostelecom Cup ngay trước sự kiện diễn ra.
Hanyu ra mắt mùa giải tại giải Vô địch Quốc gia Nhật Bản 2021-22, dẫn đầu cả bài thi ngắn và bài thi tự do, giành chức vô địch quốc gia Nhật Bản lần thứ 6, nắm giữ kỉ lục nhiều lần vô địch quốc gia nhất trong 50 năm qua (cùng với Takeshi Honda). Anh đã nỗ lực nhảy quad Axel (cú nhảy 4,5 vòng) lần đầu tiên trong bài thi tự do, tuy nhiên cú nhảy bị downgrade thành triple Axel và đáp xuống bằng hai chân. Anh được chọn là 1 trong 3 đại diện Nhật Bản tại Olympic Bắc Kinh 2022 và giải Vô địch Thế giới 2022.
Tại Thế vận hội Mùa đông 2022, Hanyu bỏ lỡ cú nhảy quad Salchow mở màn trong bài thi ngắn do một lỗ trên mặt băng và xếp thứ 8 với 95,15 điểm, đủ điều kiện tham dự phần thi tự do. Đây là điểm số bài thi ngắn thấp nhất của anh kể từ Giải vô địch thế giới 2019. Trong phần thi tự do, Hanyu ngã ở hai cú nhảy đầu tiên là quad Axel và quad Salchow. Nỗ lực nhảy quad Axel của anh lần đầu tiên không bị downgrade thành triple Axel. Ngoài hai sai lầm này, anh đã trượt một bài thi sạch sẽ sau đó, xếp thứ 3 phần thi tự do và thứ 4 chung cuộc với tổng điểm 283,21. Sau bài thi tự do, Hanyu xác nhận trong một cuộc họp báo rằng anh đã bị tái chấn thương mắt cá chân phải trong buổi tập 1 ngày trước khi phần thi tự do diễn ra, nhưng vì đây là Thế vận hội và không phải là một cuộc thi bình thường, anh đã chọn thi đấu bằng thuốc giảm đau thay vì rút lui. Ngày 1 tháng 3 năm 2022, Liên đoàn Trượt băng Nhật Bản thông báo Hanyu rút khỏi Giải vô địch thế giới 2022 do chưa bình phục chấn thương.

## Sự nghiệp trượt băng chuyên nghiệp
Tại một buổi họp báo ngày 19 tháng 7 năm 2022, Hanyu thông báo quyết định giã từ sự nghiệp thi đấu và chuyển sang chuyên nghiệp, nói rằng "anh đã có được tất cả những gì mà anh có thể đạt được và không muốn bị đánh giá nữa". Anh cũng nói rõ ý định tiếp tục theo đuổi "trượt băng lí tưởng" của mình hoàn thành ước mơ nhảy quad Axel với tư cách là một vận động viên chuyên nghiệp. Nikkei Asia ghi rằng việc Hanyu rời khỏi cuộc đua cạnh tranh "đánh dấu sự kết thúc của một thời đại". Juliet Macur của The New York Times nhận xét rằng "chúng ta có thể không bao giờ thấy một vận động viên khác như Hanyu Yuzuru". Nhiều nhân vật thể thao trong và ngoài trượt băng nghệ thuật đã phản ứng với thông báo của Hanyu với lòng biết ơn và khen ngợi, bao gồm vận động viên thể dục dụng cụ Nhật Bản Kōhei Uchimura, vận động viên bóng chày Shohei Ohtani và vận động viên quần vợt Naomi Osaka.
Vào ngày 7 tháng 8 năm 2022, Hanyu ra mắt kênh YouTube chính thức nhằm biểu diễn trượt băng nghệ thuật của Hanyu Yuzuru sau khi rời khỏi các cuộc thi và tăng cơ hội cho mọi người xem nó, bao gồm những người không thể tham dự các buổi biểu diễn trên băng và sống ở nước ngoài. Trên một trong những video của mình, anh tuyên bố rằng anh không có kế hoạch làm video về cuộc sống hàng ngày. Ba ngày sau, Hanyu đã phát trực tiếp một buổi tập mở trên kênh của mình, nơi anh biểu diễn các bài thi tự do trước đây bao gồm cả màn trình diễn hoàn hảo của Seimei với các thành phần giống như anh đã biểu diễn tại Thế vận hội Mùa đông 2018. Tính đến ngày 29 tháng 8, kênh YouTube của Hanyu đã có hơn 700.000 lượt đăng kí với hơn 8 triệu lượt xem.
Vào ngày 30 tháng 9 năm 2022, Hanyu công bố chương trình biểu diễn trên băng đầu tiên với tư cách là một vận động viên trượt băng nghệ thuật chuyên nghiệp mang tên Prologue. Buổi biểu diễn cá nhân có thời lượng 90 phút do chính Hanyu sản xuất và đạo diễn, bao gồm cả việc lựa chọn các bài trình diễn. Chương trình được tổ chức tại Pia Arena MM ở Yokohama (ngày 4–5 tháng 11) và Flat Arena ở Hachinohe (ngày 2–3 và 5 tháng 12) cùng năm. Buổi biểu diễn cuối cùng tại mỗi địa điểm được phát sóng trực tiếp trên đài truyền hình quốc gia và phát trực tiếp tại một số rạp chiếu phim chọn lọc trên toàn quốc. Vào ngày 5 tháng 12 năm 2022, Hanyu đã công bố chương trình biểu diễn trên băng cá nhân thứ hai của anh với tựa đề Gift sẽ được tổ chức tại Tokyo Dome vào ngày 26 tháng 2 năm 2023.

## Huấn luyện viên và biên đạo múa trước đây
Trước mùa giải 2011–12, phần lớn sự nghiệp của Hanyu được hướng dẫn bởi Nanami Abe ở Sendai. Tuy nhiên, sau khi giành huy chương đồng tại Giải Vô địch Trượt băng nghệ thuật Thế giới 2012, Hanyu đã chuyển sang huấn luyện viên Brian Orser, người đã huấn luyện Kim Yuna giành huy chương vàng tại Thế vận hội Mùa đông 2010. Khi chuyển đổi, Hanyu tiếp tục theo học trường trung học ở Sendai, nhưng thường xuyên đến Toronto Cricket, Skating and Curling Club, nơi Orser làm việc với tư cách là một huấn luyện viên trượt băng. Giám đốc trượt băng nghệ thuật tại Liên đoàn Trượt băng Nhật Bản Hidehito Ito cho biết sự thay đổi này là cần thiết để "thách thức" Hanyu và "nâng cao hơn trình độ trượt băng của anh".
Trong suốt sự nghiệp của Hanyu ở cấp độ thiếu niên, tất cả các chương trình của anh đều do Nanami Abe biên đạo. Bắt đầu từ mùa giải 2012–2013, các bài thi của anh ấy được biên đạo bởi những người khác, chẳng hạn như Shae-Lynn Bourne và Jeffrey Buttle. Biên đạo múa cho chương trình gala của anh là Kurt Browning, Kenji Miyamoto và cựu huấn luyện viên Nanami Abe.
Hanyu cũng đã làm việc với biên đạo múa người Canada David Wilson trong vài năm, bao gồm cả bài thi của anh cho Olympic Sochi 2014. Hanyu đã liên lạc với Wilson và yêu cầu thành khẩn Wilson biên đạo "Romeo và Juliet" của Nino Rota cho anh. Sau Thế vận hội, Wilson tiếp tục biên đạo nhiều chương trình gala cho Hanyu.
Do hạn chế đi lại liên quan đến đại dịch COVID-19, Hanyu tiếp tục tập luyện một mình ở Sendai kể từ đầu năm 2020 với một số tư vấn từ xa từ các huấn luyện viên của mình. Bất chấp những khó khăn khi luyện tập một mình, Hanyu đã tìm thấy một số lợi thế, đặc biệt là trong quá trình luyện tập quadruple Axel. Anh ấy nói, "Tôi cảm thấy mình có thể phát triển ngay cả khi tôi luyện tập ở Nhật Bản, vì vậy tôi không nghĩ đến việc quay trở lại Canada vào thời điểm này." Kể từ đó Hanyu cũng chọn nhận biên đạo từ xa cho các chương trình của mình và đóng góp đáng kể vào việc biên đạo các chương trình của mình trong mùa giải 2020-21.

## Phong cách và kĩ thuật trượt băng

Các động tác đặc trưng của Hanyu
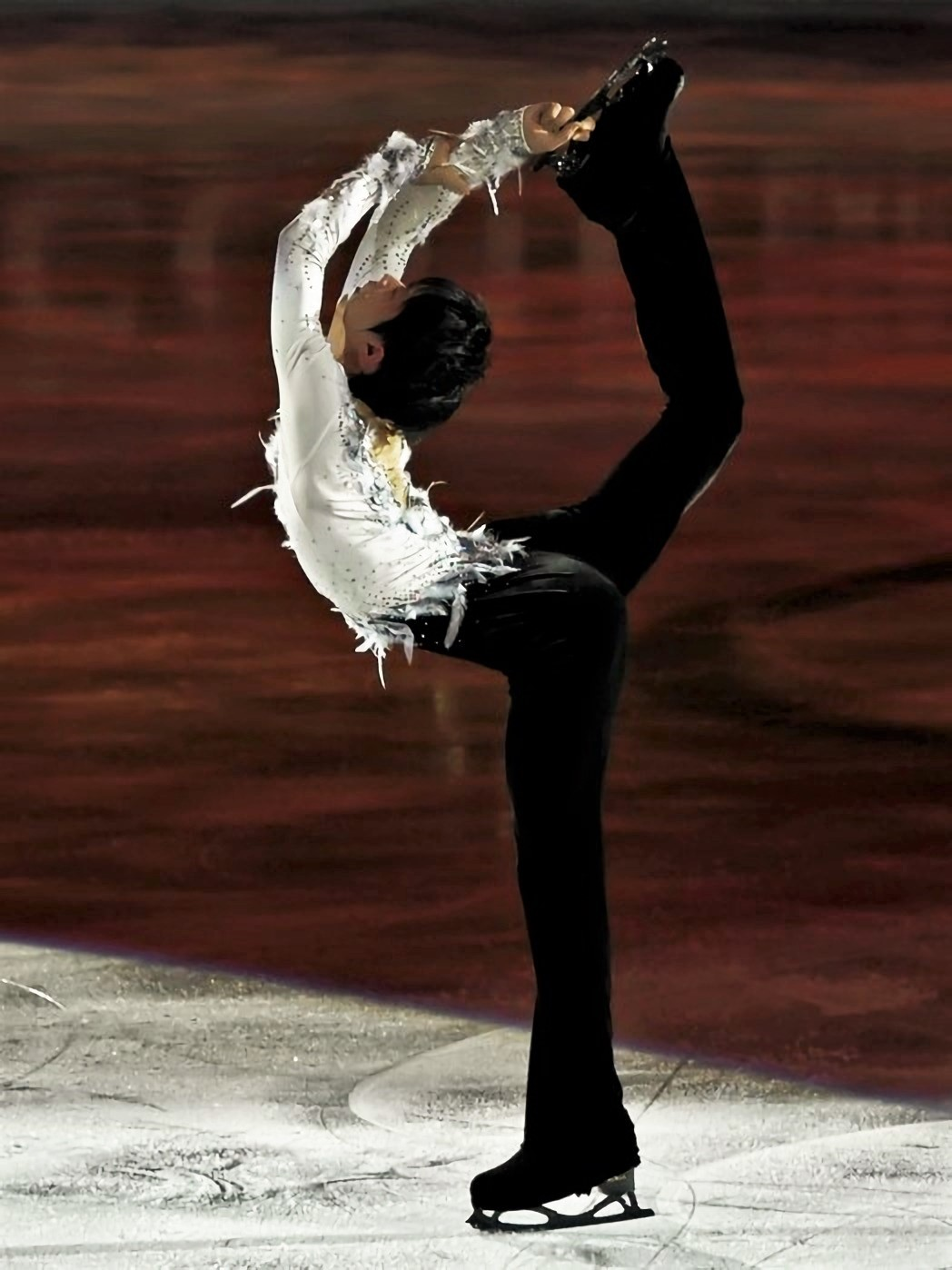
Layback Biellmann spin
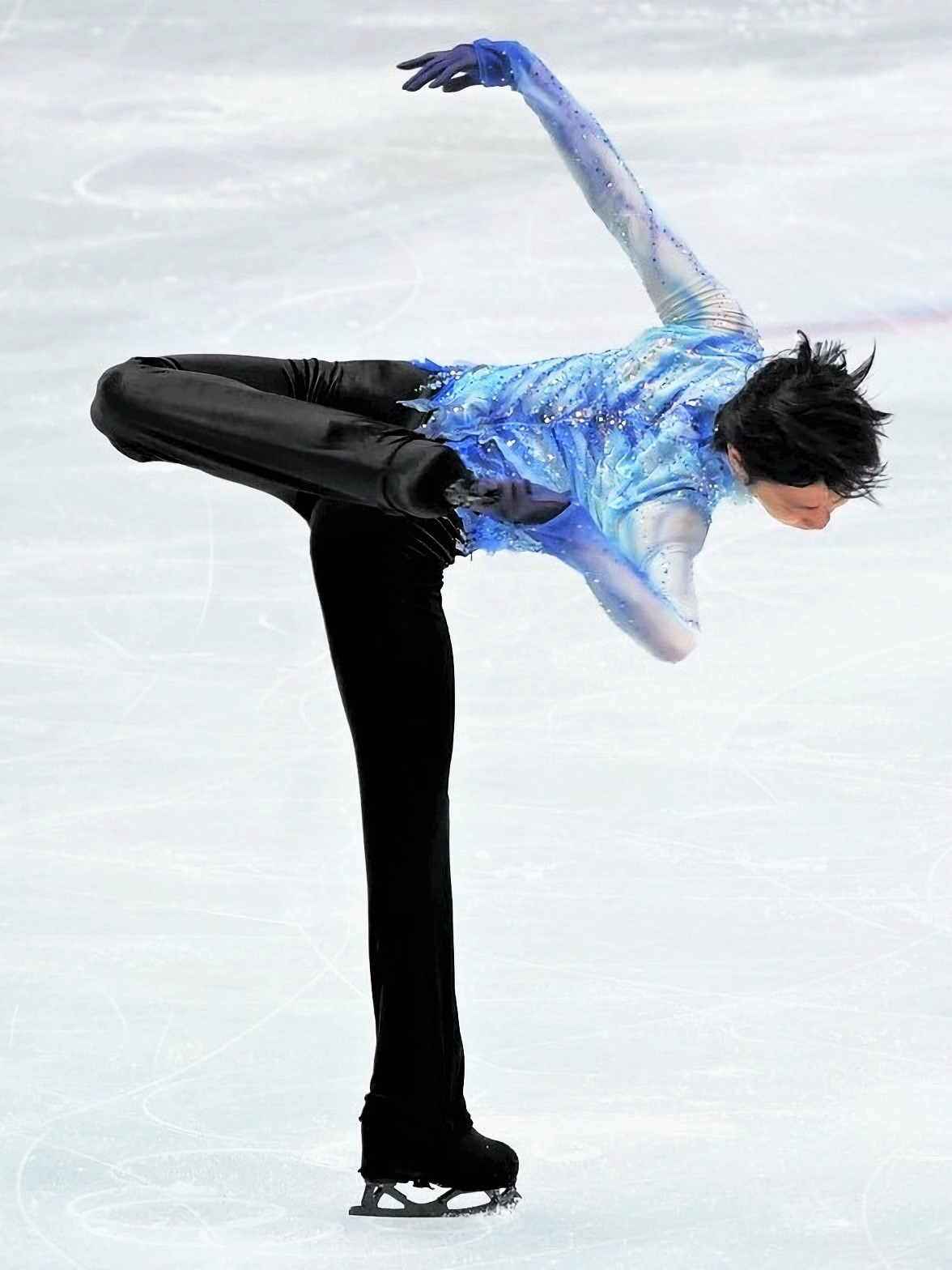
Doughnut camel spin
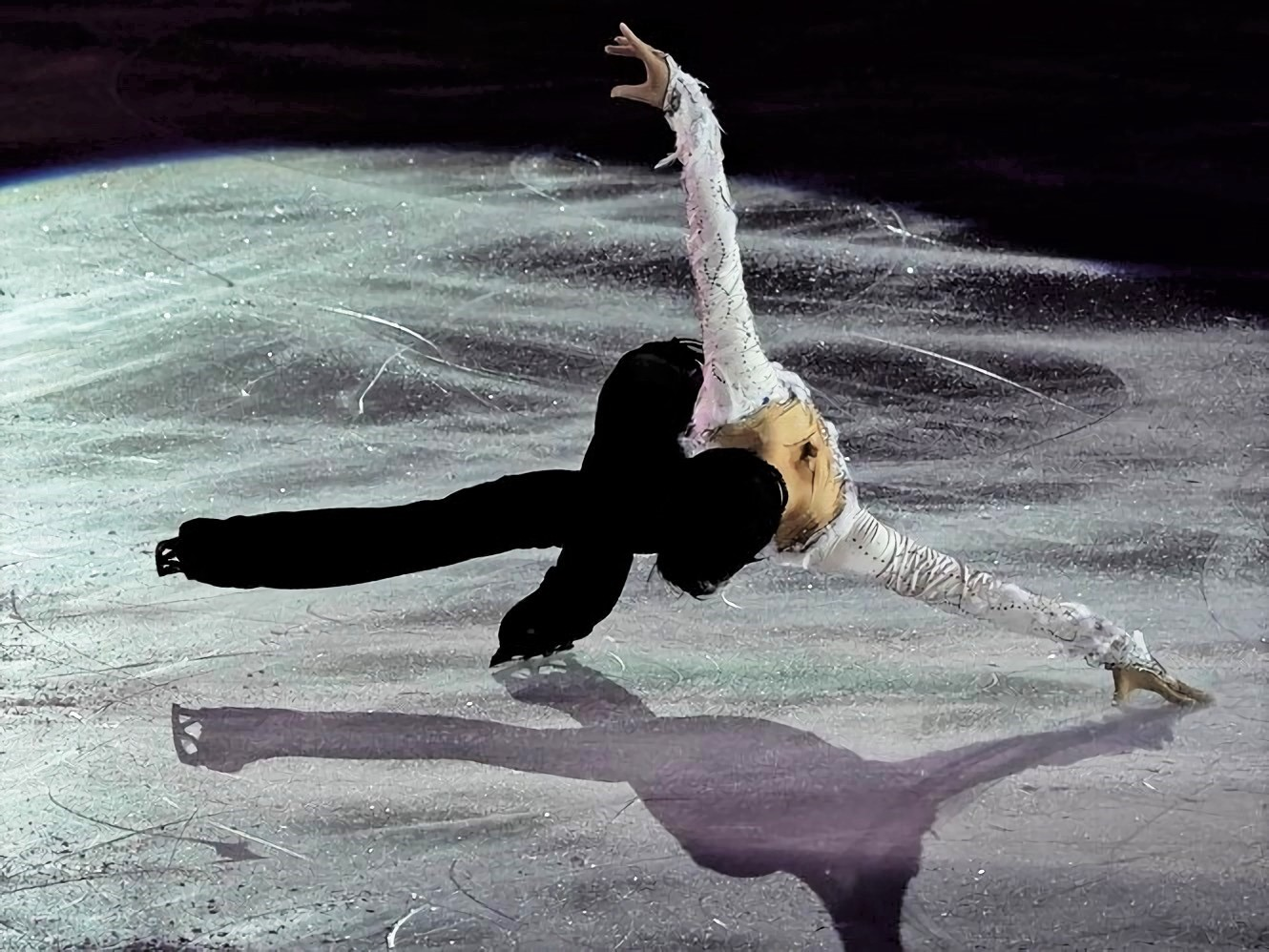
One-handed hydroblading
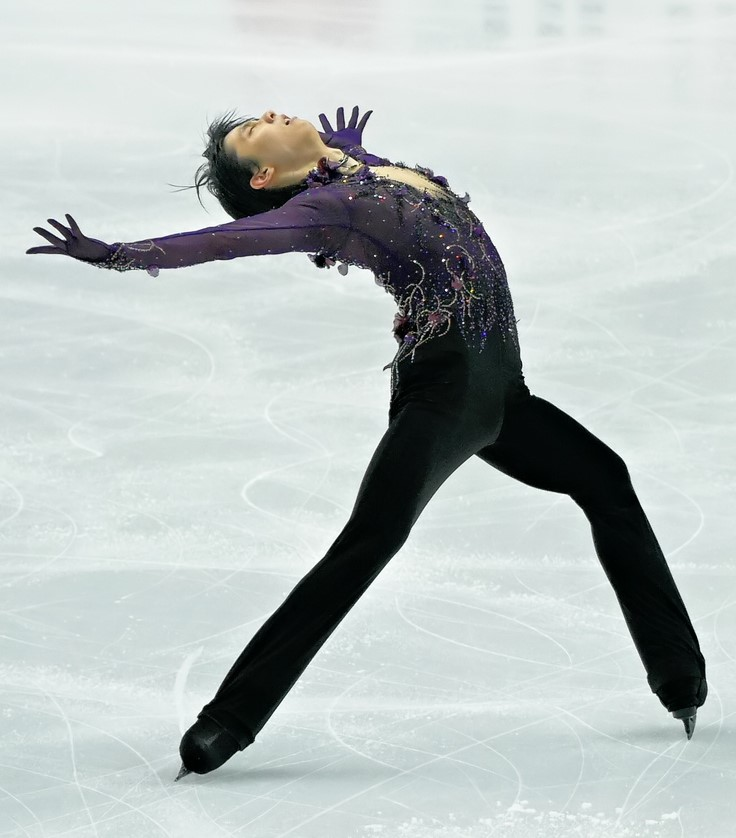
Layback Ina Bauer
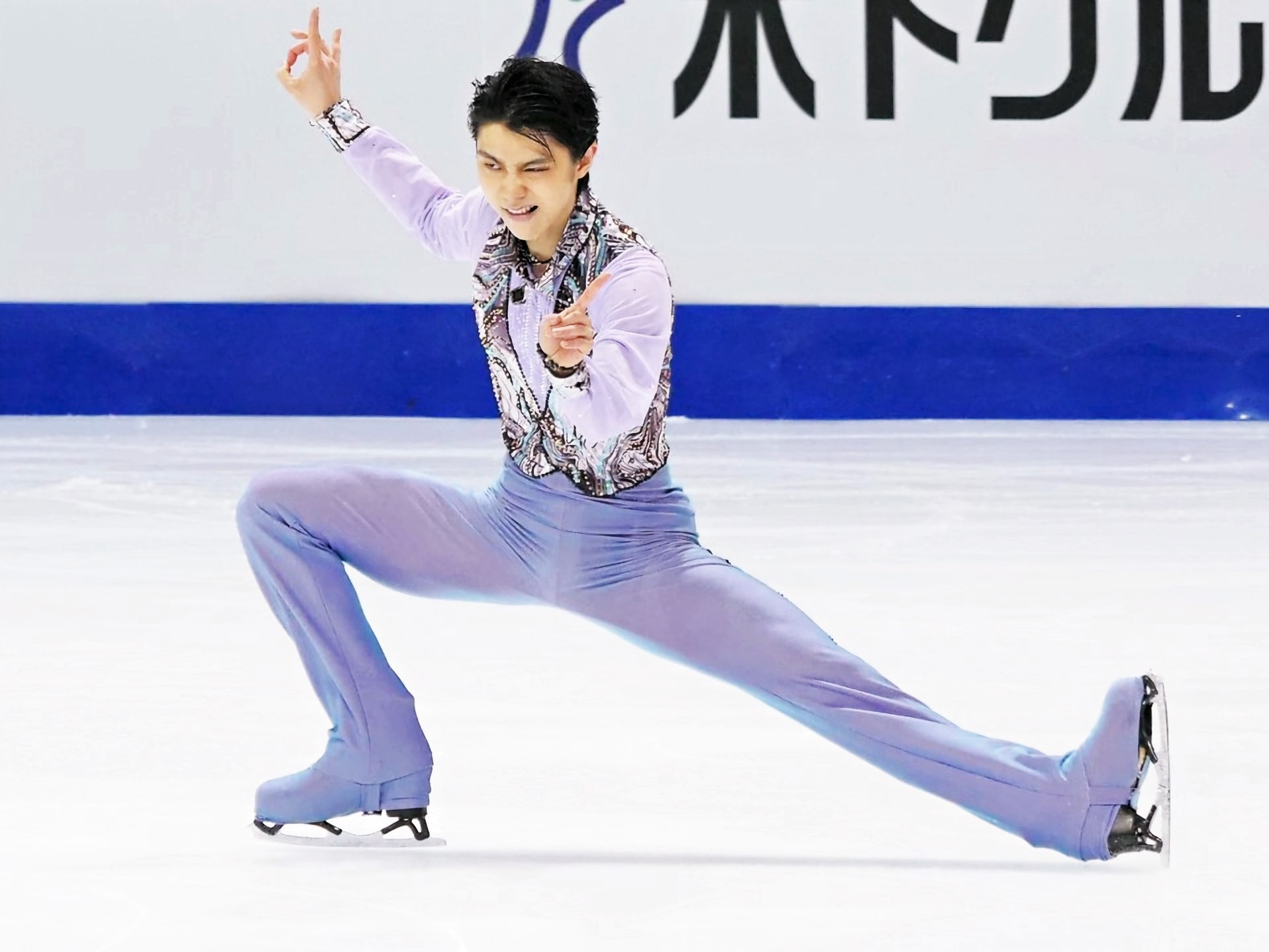
Side lunge (pistol pose)

Hanyu được các chuyên gia phân tích ghi nhận là vận động viên toàn diện với các động tác kĩ thuật có độ khó cao cùng tính nghệ thuật thành thục và linh loạt. Những màn trình diễn của anh thường đặc trưng bởi "sự kết hợp hoàn hảo giữa kĩ năng, sức mạnh và sự thanh lịch", "có xu hướng làm mờ ranh giới". Evgeni Plushenko, vận động viên 4 lần giành huy chương Olympic cho rằng Hanyu có một khía cạnh quyết định vượt lên trên các vận động viên trượt băng khác ở tính trọn vẹn trong màn trình diễn bao gồm các động tác xoay tại chỗ (spins), kĩ thuật trượt (skating skills), các động tác chuyển tiếp (transitions) giữa những cú nhảy và sự giải thích âm nhạc. Vận động viên đoạt huy chương bạc Olympic 2006,  Stephane Lambiel miêu tả Hanyu là "vận động viên toàn diện nhất trong môn trượt băng nghệ thuật, có lẽ là từ trước đến nay".
Hanyu được biết đến với khả năng tạo ra tốc độ trượt băng mà không cần lấy đà, và có thể trượt một khoảng cách dài chỉ với vài động tác trượt. Tại giải Vô địch Quốc gia Nhật Bản 2021, Hanyu đã biểu diễn một bài thi ngắn sạch sẽ mà không sử dụng các động tác trượt chéo (crossovers) liên tục và giảm số lượng các động tác trượt cơ bản xuống mức tối thiểu. Đây là một kì tích mà từ lâu đã được coi là gần như không thể như cựu vận động viên trượt băng John Misha Petkevich đã tuyên bố trong cuốn sách của ông vào năm 1989: "Không nghi ngờ gì nữa, crossovers là động tác chủ yếu của mọi vận động viên trượt băng. Nó không những được sử dụng để trượt qua các khúc quanh mà còn được sử dụng để tăng tốc độ. Trượt băng mà không có crossovers sẽ gần như không thể tưởng tượng được". Khả năng này cho phép anh nhảy triple Axel với các cách đi vào cú nhảy (entry) khó, đặc trưng như counter turn từ phía sau, twizzle hoặc spread eagle.
Hanyu có thể thực hiện Biellmann spin và doughnut spin. Cả hai đều được thấy phổ biến ở nội dung đơn nữ và khó thực hiện ở các vận động viên đơn nam do cần tính mềm dẻo. Các động tác di chuyển đặc trưng khác bao gồm: layback Ina Bauner, hydroblading và side lunge. Các động tác kĩ thuật tính điểm của Hanyu được ca ngợi vì chất lượng thực hiện cao, các cú nhảy được ghi nhận về độ chính xác, độ trôi chảy, độ phủ băng rộng và hòa hợp với âm nhạc. Hanyu đã thực hiện thành công 4 loại quad khác nhau trong thi đấu (Toe loop, Salchow, Loop và Lutz). Anh cho biết sở thích đối với các cú nhảy sử dụng cạnh lưỡi trượt và đặc biệt thực hiện cả 3 kiểu nhảy này trong bài thi ngắn mùa giải 2016-17.
Các bài thi của Hanyu bao gồm nhiều thể loại âm nhạc bao gồm nhạc cổ điển, nhạc pop, rock hiện đại, nhạc kịch và nhạc truyền thống Nhật Bản. Anh đặc biệt khắc họa các nhân vật lịch sử Nhật Bản là Abe no Seimei và Uesugi Kenshin trong bài thi tự do tại Thế vận hội Mùa đông 2018 và 2022. Anh cũng dành nhiều tâm huyết cho các chương trình gala khác nhau gửi tới các nạn nhân của trận Động đất và sóng thần Tōhoku 2011 và biểu diễn chúng dưới dạng live hợp tác với các nghệ sĩ khác tại các ice show như Fantasy on Ice. Hanyu tham gia vào tất cả các khâu trong việc xây dựng các chương trình của mình, từ quá trình lựa chọn và biên tập âm nhạc đến thiết kế trang phục và vũ đạo. Biên đạo múa của anh Shae-Lynn Bourne nói rằng: "Cậu ấy biết mình muốn trang phục gì. Cậu ấy biết mình muốn thứ tự nhảy nào. Cậu ấy tự mình đưa ra rất nhiều quyết định. Bạn không thể nói "không" sau đó. Bạn biết đấy, đặc biệt đối với âm nhạc, bởi vì cậu ấy sẽ trượt băng với niềm tin mạnh mẽ".

## Người của công chúng

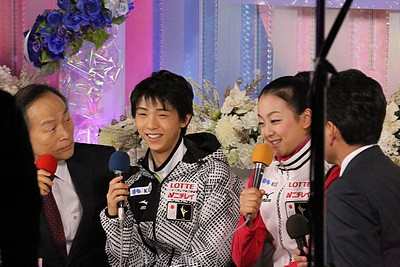
Hanyu trong một cuộc phỏng vấn tại NHK Trophy 2012

### Quảng cáo và đại sứ thương hiệu
Hanyu đã xuất hiện trong nhiều quảng cáo và chiến dịch quảng bá trong những năm qua. Năm 2013, Hanyu cùng đồng đội Takahashi Daisuke trở thành đại sứ cho chiến dịch Thế vận hội Mùa đông Sochi 2014 nằm trong chiến dịch toàn cầu "Proud Sponsor of Moms" của P&G. Anh kí hợp đồng với nhà tài trợ All Nippon Airways (ANA), từ ngày 8-23 tháng 2 năm 2014, anh đã quảng bá cho đồng phục tiếp viên hàng không mới được thiết kế bởi Prabal Gurung và xuất hiện trong quảng cáo truyền hình cho chiến dịch Thế vận hội Mùa đông Pyeongchang 2018 "Hello Blue Hello Future" của họ. Vào tháng 9 năm 2014, Hanyu đóng vai chính trong một quảng cáo truyền hình cho trò chơi điện tử mới Monster Hunter 4G của Capcom và quảng cáo cho dòng sô-cô-la sữa Ghana của Lotte cùng với Asada Mao, ca sĩ Airi Matsui, nữ diễn viên Hirose Suzu và Tao Tsuchiya. Những năm tiếp theo, anh tiếp tục quảng cáo cho Xylitol Whites và GUM FOR THE GAME của Lotte.
Hanyu cũng làm việc với các thương hiệu khác như quảng bá sản phẩm dinh dưỡng thể thao Amino Vital và các bữa ăn dinh dưỡng (cùng với các vận động viên khác) của Ajinomoto, muối tắm Bathclin Kikiyu, chăn ga gối đệm Nishikawa Sangyo, dòng sản phẩm vòng cổ Rakuwa nylon-coated của Phiten lấy cảm hứng từ vòng cổ 'Wings Gold' của Hanyu,... Năm 2019, Hanyu trở thành đại sứ cho Citizen tại Trung Quốc, Hồng Kông và Ma Cao,  đồng thời là đại sứ toàn cầu cho các sản phẩm Sekkisei của KOSÉ. Sau đó anh được bổ nhiệm làm "nàng thơ" toàn cầu của thương hiệu Sekkisei Miyabi vào năm 2020. Vào tháng 10 năm 2021, Hanyu được chọn làm gương mặt đại diện cho Towa Pharmaceutical, xuất hiện trong một quảng cáo truyền hình với nữ diễn viên kỳ cựu Tetsuko Kuroyanagi và quảng cáo cho dịch vụ dịch bay mới của ANA "avatarin".
Năm 2013 và 2021, Hanyu được bổ nhiệm làm người mẫu cho áp phích an toàn giao thông của Cảnh sát tỉnh Miyagi nhằm khuyến khích việc tuân thủ luật lệ giao thông và truyền bá ý thức lái xe an toàn. Theo một quan chức vào tháng 3 năm 2021, Hanyu được chọn vì "anh ấy là hiện thân của tinh thần thể thao".
Vào tháng 6 năm 2021, Hanyu được bổ nhiệm làm đại sứ của trò chơi Paralympics chính thức đầu tiên trên thế giới The Pegasus Dream Tour, trò chơi điện tử ra mắt với hình đại diện của anh xuất hiện trong trò chơi. Theo đại diện của công ty phát triển trò chơi, Hanyu được chọn vì "anh là một vận động viên đồng thời là một người có tính nghệ thuật trong cách sống của mình".
Kể từ tháng 4 năm 2014, Hanyu là đại sứ du lịch của Sendai và xuất hiện trong các áp phích và sách hướng dẫn du lịch của thành phố.

### Từ thiện
Kể từ trận Động đất và sóng thần Tōhoku 2011 ở Nhật Bản, Hanyu đã ủng hộ và tham gia vào nhiều chiến dịch khác nhau để giúp đỡ các nạn nhân động đất, vì anh cũng bị ảnh hưởng trực tiếp bởi thảm họa: "Khi trận động đất xảy ra, tôi đang ở trên băng tại sân băng quê nhà Sendai". Không lâu sau thảm họa, anh và các vận động viên trượt băng khác đã trượt băng trong các buổi biểu diễn trên băng (ice show) để quyên góp tiền cho các nạn nhân, tổng số tiền thu được là hơn 150.000 USD (tức hơn 3,5 tỉ VND). Anh cũng bán đồ dùng cá nhân của mình tại buổi biểu diễn, gây quỹ thêm 2.954.323 Yên Nhật.
Hanyu đã quyên góp số tiền thưởng huy chương vàng Olympic 2014 là 6 triệu yên và huy chương vàng Olympic 2018 là 10 triệu yên nhận được từ Liên đoàn Trượt băng Nhật Bản và Ủy ban Olympic Nhật Bản cho Sendai và tỉnh Miyagi để giúp đỡ công tác phục hồi sau thảm họa. Anh đã ủng hộ toàn bộ tiền bản quyền và một phần lợi nhuận thu được từ hai cuốn tự truyện "Ngọn lửa xanh" và "Ngọn lửa xanh II" cho sân băng quê nhà Sendai (ban đầu sân băng bị phá hủy và không thể sử dụng được do thảm họa). Tổng số tiền sau đó được tiết lộ vào năm 2021 là 31.442.143 yên Nhật đã được đóng góp cho sân băng.
Vào tháng 9 năm 2014, Hanyu được bổ nhiệm làm Đại sứ Phòng chống Thảm họa Sóng thần trong một năm và tham gia các hoạt động tuyên truyền nâng cao nhận thức của cộng đồng về phòng chống thảm họa sóng thần. Vào tháng 2 năm 2015, Hanyu trở thành người phát ngôn cho các nỗ lực tái thiết do Hiệp hội Chữ thập đỏ Nhật Bản lãnh đạo. Anh cũng mượn hình ảnh của mình với tư cách là người phát ngôn để quảng bá cho chiến dịch quyên góp "Hatachi no Kenketsu" của Hội Chữ thập đỏ, nơi anh đóng vai chính trong video quảng cáo với các bệnh nhân. Vào tháng 3 năm 2019, anh đã quyên góp một đôi giày trượt băng nghệ thuật cho một cuộc đấu giá từ thiện trực tuyến, thu được 7,12 triệu yên cho việc tái thiết những vùng bị ảnh hưởng bởi thảm họa. Anh cũng hợp tác với Line Corporation tạo ra "Yuzuru Hanyu 3.11 Smile Stamp" được bán ra và quyên góp toàn bộ lợi nhuận thu được cho "Quỹ đặc biệt để tái thiết thảm họa" của Quỹ Nippon (Nippon Foundation) để hỗ trợ các hoạt động tái thiết và chuẩn bị đối phó với thảm họa trong tương lai. Vào ngày 21 tháng 8 năm 2019, một tấm áp phích của Hanyu với nhân vật chính của anime Yowamushi Pedal đã được phát hành để quảng bá cho Tour de Tohoku, một sự kiện đạp xe từ thiện được tổ chức hàng năm với mục đích hỗ trợ công tác tái thiết và xoa dịu những kí ức về thảm họa. Anh đã xuất hiện trong năm (trong số chín áp phích) được phát hành. Năm 2021, đánh dấu kỷ niệm 10 năm trận động đất và sóng thần ở Tohoku, Hanyu tổ chức triển lãm "Together, Forward" ghi dấu hành trình của anh trong giai đoạn khó khăn đó, thăm lại những người dân và khu vực bị ảnh hưởng. Triển lãm được tổ chức tại nhiều thành phố của Nhật Bản với nỗ lực nhắc nhở mọi người về tầm quan trọng của việc chuẩn bị và phòng chống thiên tai.
Hanyu cũng thường xuyên tham gia chương trình từ thiện thường niên 24-Hour Television của Nippon TV kể từ năm 2014, tổ chức các buổi biểu diễn trên băng đặc biệt và thăm hỏi các nạn nhân ở các vùng thiên tai. Năm 2014, anh đã tổ chức một buổi biểu diễn băng kéo dài một đêm để quyên góp. Năm 2015, anh và thành viên Chinen Yūri của Hey! Say! JUMP đã thiết kế "Chari-T-shirt" cho chương trình với khẩu hiệu  "To connect: a smile beyond time". Những chiếc áo sơ mi đã được bán với lợi nhuận được trao cho tổ chức từ thiện. Anh cũng đến thăm các khu vực và người dân bị ảnh hưởng bởi động đất ở Fukushima và Ishinomaki.

### Phim và truyền hình
Vào ngày 31 tháng 12 năm 2015, Hanyu làm giám khảo cho chương trình ca nhạc đêm giao thừa nổi tiếng của Nhật Bản Kōhaku Uta Gassen. Anh xuất hiện lần đầu trên màn ảnh với vai Date Shigemura, một lãnh chúa samurai, trong bộ phim Tono, risoku de gosaru năm 2016.
Album DVD/Blu-ray đầu tiên của Hanyu Time of Awakening tổng hợp sự nghiệp của anh trước Thế vận hội mùa đông 2014, được phát hành vào ngày 21 tháng 5 năm 2014, bán được 21.000 bản. Đây là DVD đầu tiên của một vận động viên đứng đầu bảng xếp hạng DVD của Oricon kể từ khi thành lập vào năm 1999. Album cũng đạt vị trí thứ 3 trên bảng xếp hạng Blu-ray. Vào ngày 18 tháng 12 năm 2015, NHK Enterprises phát hành DVD The Flowers Bloom on Ice, bao gồm cảnh hậu trường và các cuộc phỏng vấn với Shizuka Arakawa và Yuzuru Hanyu khi họ cùng nhau trượt băng tại ice show để hỗ trợ tái thiết sau trận động đất ở Nhật Bản năm 2011.
Năm 2018, Hanyu tự sản xuất chương trình Continues with Wings được phát sóng trực tiếp trên TV Asahi và phát trực tiếp tại 66 rạp chiếu phim trên khắp Nhật Bản. Anh cũng là một trong những "nhân vật chính" tại chương trình lưu diễn trên băng (ice show) hàng năm Fantasy on Ice bên cạnh Stéphane Lambiel và Johnny Weir, anh đã tham gia vào tất cả buổi biểu diễn của chuyến lưu diễn kể từ năm 2010, ngoại trừ chấn thương dây chằng khiến anh bỏ lỡ các buổi diễn năm 2016.

### Sách và tạp chí
Ngoài hai cuốn tự truyện Ngọn lửa xanh và Ngọn lửa xanh II, Hanyu còn phát hành một số sách ảnh (photobook). Cuốn sách ảnh đầu tiên của anh là Yuzuru được phát hành vào ngày 4 tháng 10 năm 2014, bán được hơn 23.000 bản, đứng đầu trong bảng xếp hạng hàng tuần của Oricon về các danh mục liên quan đến ảnh và thể thao, đồng thời xếp thứ hai trong danh mục sách chung của bảng xếp hạng. Vào ngày 25 tháng 9 năm 2015, Yuzuru Hanyu Goroku đã được phát hành có chứa các hình ảnh và trích dẫn của chính anh. Vào tháng 9 năm 2015, cuốn sách đứng đầu bảng xếp hạng doanh số đặt trước của Amazon.
Hanyu từng lên trang bìa của nhiều tạp chí thể thao Nhật Bản cũng như các tạp chí nổi tiếng, chẳng hạn như An An và Aera.

## Đời sống cá nhân và học vấn
Hanyu học tại trường tiểu học và trung học Nanakita. Năm 2013, Hanyu tốt nghiệp cấp 3 tại trường Trung học Tohoku sau đó theo học chương trình đào tạo từ xa qua mạng khoa Human Sciences (Khoa học con người) chuyên ngành Human Informatics & Cognitive Sciences (Nhân học số & Khoa học nhận thức) Đại học Waseda. Anh theo học đại học từ nơi anh đang luyện tập thi đấu là Canada. Vào tháng 8 năm 2020, luận văn tốt nghiệp đại học của anh được tiết lộ là nghiên cứu về ứng dụng và triển vọng tương lai của công nghệ ghi hình chuyển động 3D vào lĩnh vực trượt băng nghệ thuật, đặc biệt tiềm năng của nó có thể được sử dụng trong đánh giá trượt băng nghệ thuật. Anh đã ghi lại và phân tích chuyển động của bản thân trong khi thực hiện cú nhảy 3 vòng Axel để làm dữ liệu nghiên cứu với hi vọng AI (trí tuệ nhân tạo) có thể ứng dụng trong việc chấm điểm một cách chính xác và cải thiện kĩ năng của các vận động viên. Anh tốt nghiệp đại học vào tháng 9 năm 2020 nhưng không thể tham dự lễ tốt nghiệp vì Đại dịch COVID-19 tại Nhật Bản. Vào tháng 3 năm 2021, một bản tin tóm tắt luận văn tốt nghiệp của anh được xuất bản trên Tạp chí Khoa học con người Waseda. Thông qua tài khoản mạng xã hội chính thức của mình vào ngày 4 tháng 8 năm 2023, Hanyu thông báo đã kết hôn nhưng không tiết lộ về bạn đời. Đến ngày 17 tháng 11 năm 2023, anh bất ngờ tuyên bố đã ly hôn do bị truyền thông đeo bám quá mức.

### Winnie-the-Pooh
Kể từ năm 2010, khi Hanyu được nhìn thấy mang theo một hộp khăn giấy có biểu tượng Winnie-the-Pooh trên đó, những người ủng hộ và người hâm mộ Hanyu đã thể hiện tình cảm của mình bằng cách ném gấu Pooh lên mặt băng sau mỗi màn trình diễn của anh. Điều này đã trở thành dấu ấn trong các buổi biểu diễn của Hanyu, số lượng gấu ngày càng tăng, đỉnh điểm vào khoảng mùa giải 2017-2018 khi xuất hiện những "cơn mưa gấu Pooh" với hàng chục chú gấu được ném trên băng. Hanyu tặng gấu cho trẻ em ở khu vực xung quanh địa điểm anh thi đấu.

## Giải thưởng và ảnh hưởng

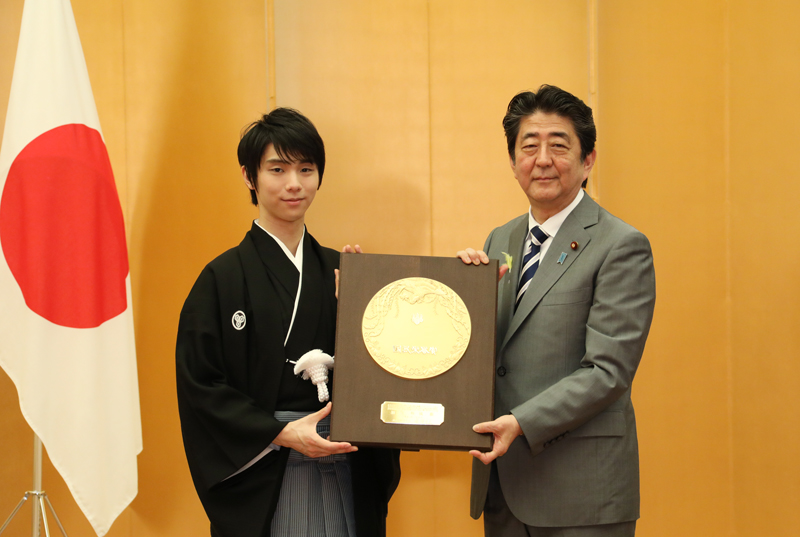
Hanyu nhận Giải thưởng Quốc dân Danh dự từ Thủ tướng Shinzo Abe

Nhiều nhà báo thể thao, bình luận viên và vận động viên trượt băng đã coi Hanyu là vận động viên trượt băng vĩ đại nhất trong lịch sử, đặc biệt là sau chiến thắng Olympic thứ hai của anh vì các kỹ năng toàn diện, thi đấu lâu dài ở vị trí hàng đầu trong các cuộc thi cấp cao và khả năng chịu đựng dưới áp lực. Quyết định của anh để nỗ lực nhảy quadruple Axel tại Thế vận hội Mùa đông 2022 thay vì chọn một lựa chọn an toàn hơn đã củng cố địa vị của anh.

Hanyu được coi là một trong những người tiên phong của cuộc cách mạng quad trong trượt băng nghệ thuật nam. Anh là một trong số ít vận động viên trượt băng đã thách thức quadruple Salchow tại Thế vận hội năm 2014. Anh được ghi nhận là vận động viên trượt băng nghệ thuật đầu tiên hạ cánh thành công quadruple loop trong thi đấu sau khi thực hiện nó trong bài thi ngắn tại Autumn Classic International ở Montreal, Canada vào ngày 30 tháng 9 năm 2016. Anh cũng là vận động viên trượt băng duy nhất nhảy thành công quadruple toe loop-triple Axel sequence (4T-3A-SEQ) trong thi đấu, thực hiện lần đầu tiên tại Grand Prix Helsinki 2018. Hanyu cũng là vận động viên trượt băng đầu tiên nhảy thành công cú nhảy kết hợp quadruple toe loop-Euler-triple flip tại Skate Canada 2019. Tại Thế vận hội Mùa đông 2022, Hanyu đã lần đầu tiên thử sức với quadruple Axel trong một cuộc thi quốc tế. Mặc dù bị ngã khi đang nhảy, anh vẫn nhận được điểm cơ bản của quad Axel trước khi bị giảm vì quay thiếu vòng, đây là nỗ lực gần nhất trong một cuộc thi cho đến nay. Tuy nhiên, liên quan đến cuộc tranh luận đang diễn ra về các cú nhảy so với tính nghệ thuật trong môn thể thao này, Hanyu đã nói chuyện thông qua một phiên dịch viên sau chiến thắng thứ hai tại Olympic năm 2018:
"[...] trên hết đây là môn thể thao đòi hỏi tính nghệ thuật cao [...] tính nghệ thuật có thể nói là kết tinh của nền tảng kĩ thuật chuẩn xác và vững chắc, là biểu hiện của rất nhiều cố gắng mài giũa. Tôi nghĩ nếu không có nền tảng đó, ta không thể tạo ra nghệ thuật. Vì thế bất kể là khi tôi thực hiện động tác nhảy, xoay hay đổi hướng, tôi đều cố gắng thực hiện đúng kĩ thuật và từ đó thể hiện tính nghệ thuật. Tôi cho rằng điều đó là quan trọng nhất. Đương nhiên tùy vào từng tuyển thủ, cũng có những người chỉ coi trọng những cú nhảy mà không trượt băng nhiều. Cũng có người thắng nhờ vào điều đó. Tuy nhiên đối với tôi, liên tục thách thức các cú nhảy khó cũng là theo đuổi tính nghệ thuật trong các cú nhảy. Tôi muốn tiếp tục theo đuổi những cú nhảy có tính nghệ thuật."

Để ghi nhận những thành tích của mình, Hanyu đã được trao nhiều giải thưởng, bao gồm Giải thưởng Quốc dân Danh dự vào năm 2018 đồng thời trở thành vận động viên trượt băng nghệ thuật đầu tiên và là người trẻ nhất nhận được giải thưởng này. Anh cũng đã được trao Huân chương Danh dự Ruy băng tím vào năm 2014 và 2018, nhận được hai tượng đài mô tả các tư thế đặc trưng mà anh thực hiện tại Thế vận hội 2014 và 2018 ở quê hương Sendai. Anh cũng được đề cử cho Giải thưởng Thể thao Thế giới Laureus cho hạng mục Comeback of the Year vào năm 2019, trở thành vận động viên trượt băng nghệ thuật đầu tiên được đề cử cho giải thưởng và được trao giải Vận động viên trượt băng nghệ thuật có giá trị nhất mùa giải 2019–20 tại Giải Trượt băng ISU khai mạc vào năm 2020. Năm 2021, anh được nhận Giải thưởng Tưởng niệm Azusa Ono, giải thưởng danh giá nhất có thể được trao cho sinh viên và được trao cho những người được công nhận là hình mẫu, từ Đại học Waseda.
Hanyu đã được giới thiệu trong các danh sách uy tín, chẳng hạn như 30 Under 30 Asia 2018 của Forbes cũng như World Fame 100, The Dominant 20 của ESPN và nhận được nhiều giải thưởng và xếp hạng cao trong nhiều danh sách và các cuộc thăm dò mức độ phổ biến từ các phương tiện truyền thông khác nhau.

## Kỷ lục thế giới và các thành tựu khác

### Kỷ lục thế giới

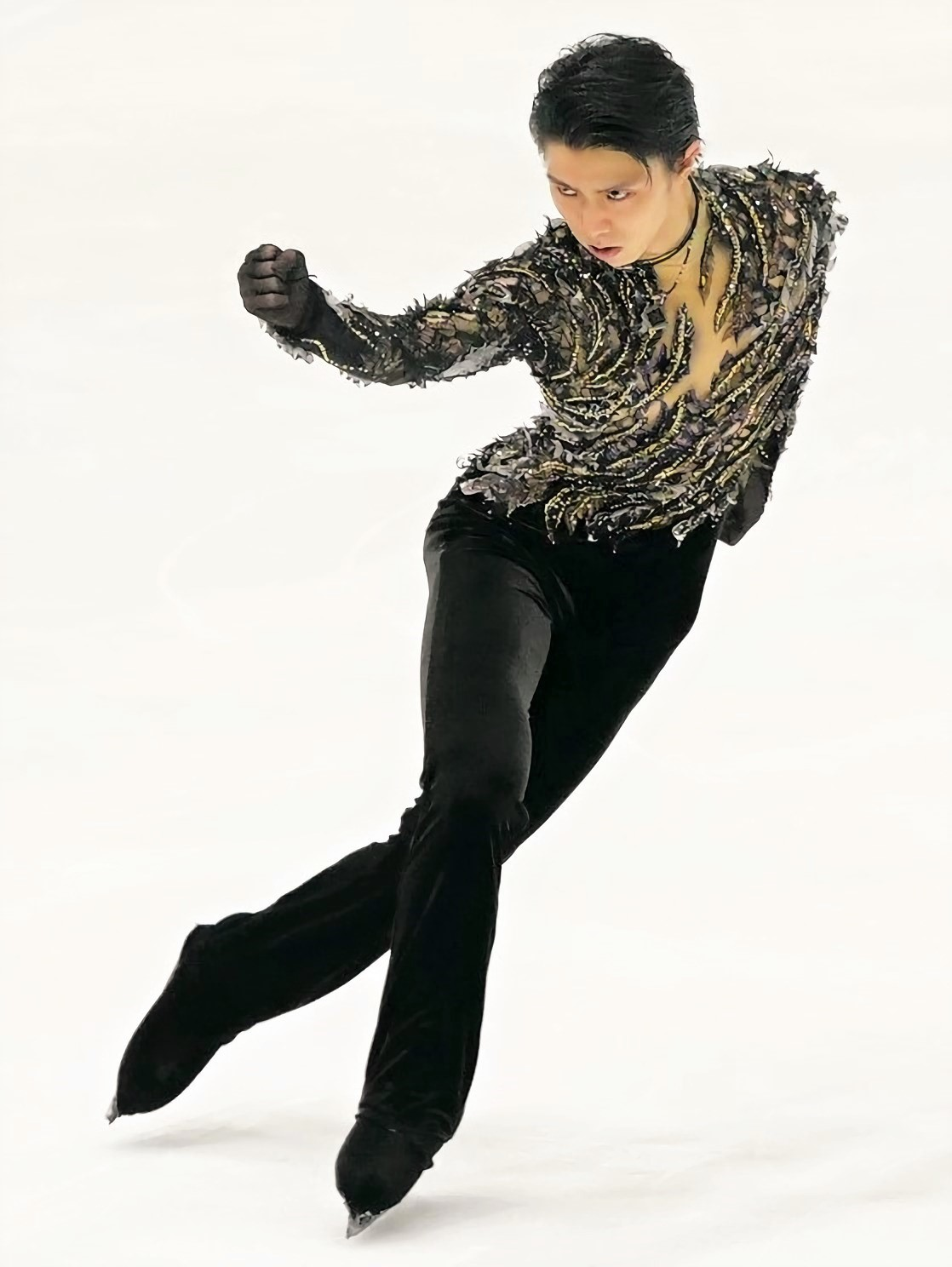
Tại Grand Prix Helsinki 2018, Hanyu đã thiết lập lại điểm số kỉ lục thế giới cả bài thi ngắn, bài thi tự do và tổng điểm.

Trong suốt sự nghiệp của mình, Hanyu đã phá kỷ lục thế giới 19 lần, bao gồm 7 lần theo hệ thống GOE +5/-5 hiện tại và 12 lần trước mùa giải 2018-19. Anh nắm giữ kỉ lục thế giới bài thi ngắn, bài thi tự do và tổng điểm.

#### Điểm số kỉ lục thế giới
- SP – Bài thi ngắn (Short Program)
- FS – Bài thi tự do (Free Skating)
- Các kỉ lục thế giới đương nhiệm được đánh dấu bằng in đậm và in nghiêng

| Thứ tự | Ngày              | Điểm   | TP   | Giải đấu                 | Nơi tổ chức |
| ------ | ----------------- | ------ | ---- | ------------------------ | ----------- |
| 1      | 3 tháng 11, 2018  | 106.69 | SP   | Grand Prix Helsinki 2018 | Helsinki    |
| 2      | 4 tháng 11, 2018  | 190.43 | FS   | Grand Prix Helsinki 2018 | Helsinki    |
| 3      | 4 tháng 11, 2018  | 297.12 | Tổng | Grand Prix Helsinki 2018 | Helsinki    |
| 4      | 16 tháng 11, 2018 | 110.53 | SP   | Rostelecom Cup 2018      | Moskva      |
| 5      | 23 tháng 3, 2019  | 206.10 | FS   | Vô địch Thế giới 2019    | Saitama     |
| 6      | 23 tháng 3, 2019  | 300.97 | Tổng | Vô địch Thế giới 2019    | Saitama     |
| 7      | 7 tháng 2, 2020   | 111.82 | SP   | Bốn châu lục 2020        | Seoul       |

#### Các kỷ lục lịch sử
Theo luật tính điểm trước mùa giải 2018-2019:
| Thành tích tổng hợp (SP + FS)    | Thành tích tổng hợp (SP + FS) | Thành tích tổng hợp (SP + FS)        | Thành tích tổng hợp (SP + FS)                                                                                         |
| Ngày                             | Điểm                          | Giải đấu                             | Ghi chú |
| -------------------------------- | ----------------------------- | ------------------------------------ | --- |
| 12/12/2015                       | 330,43                        | Grand Prix Final 2015-2016           | Kỷ lục thế giới theo luật tính điểm từ mùa giải 2017-2018 trở về trước. Người đầu tiên và duy nhất vượt mốc điểm 330. |
| 28/11/2015                       | 322,40                        | NHK Trophy 2015                      | Phá vỡ kỷ lục thiết lập từ tháng 11/2013 của Patrick Chan và trở thành người đầu tiên vượt mốc điểm 300.              |
| Thành tích cho Bài thi ngắn (SP) |                               |                                      | |
| Ngày                             | Điểm                          | Giải đấu                             | Ghi chú |
| 22/09/2017                       | 112,72                        | CS Autumn Classic International 2017 | Kỷ lục thế giới theo luật tính điểm từ mùa giải 2017-2018 trở về trước.                                               |
| 10/12/2015                       | 110,95                        | Grand Prix Final 2015-2016           | Người đầu tiên và duy nhất vượt mốc điểm 110.                                                                         |
| 27/11/2015                       | 106,33                        | NHK Trophy 2015                      | |
| 13/02/2014                       | 101,45                        | Olympic mùa đông 2014                | Người đầu tiên vượt mốc điểm 100.                                                                                     |
| 05/12/2013                       | 99,84                         | Grand Prix Final 2013-2014           | Phá vỡ kỷ lục thiết lập từ tháng 11/2013 của Patrick Chan.                                                            |
| 23/11/2012                       | 95,32                         | NHK Trophy 2012                      | |
| 19/10/2012                       | 95,07                         | Skate America 2012                   | Phá vỡ kỷ lục thiết lập từ tháng 4/2012 của Takahashi Daisuke.                                                        |
| Thành tích bài thi tự do (FS)    |                               |                                      | |
| Ngày                             | Điểm                          | Giải đấu                             | Ghi chú |
| 01/04/2017                       | 223,20                        | Giải vô địch thế giới 2017           | Kỷ lục thế giới theo luật tính điểm từ mùa giải 2017-2018 trở về trước. Người đầu tiên và duy nhất vượt mốc điểm 220. |
| 12/12/2015                       | 219,48                        | Chung kết Grand Prix 2015-2016       | |
| 28/11/2015                       | 216,07                        | NHK Trophy 2015                      | Phá vỡ kỷ lục thiết lập từ tháng 11/2013 của Patrick Chan và trở thành người đầu tiên vượt mốc điểm 200.              |

## Bài thi

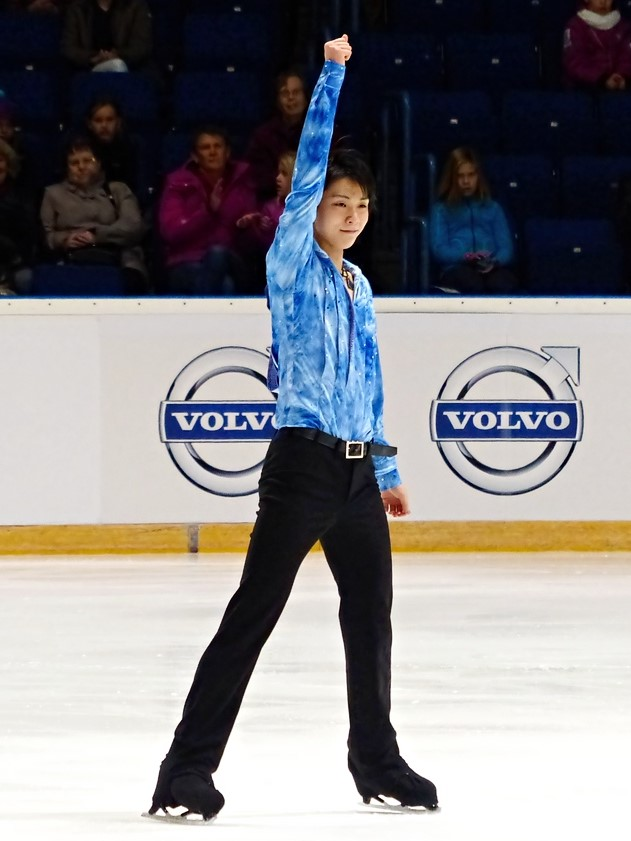
Hanyu trong tư thế kết thúc bài thi ngắn "Parisienne Walkways" của Gary Moore

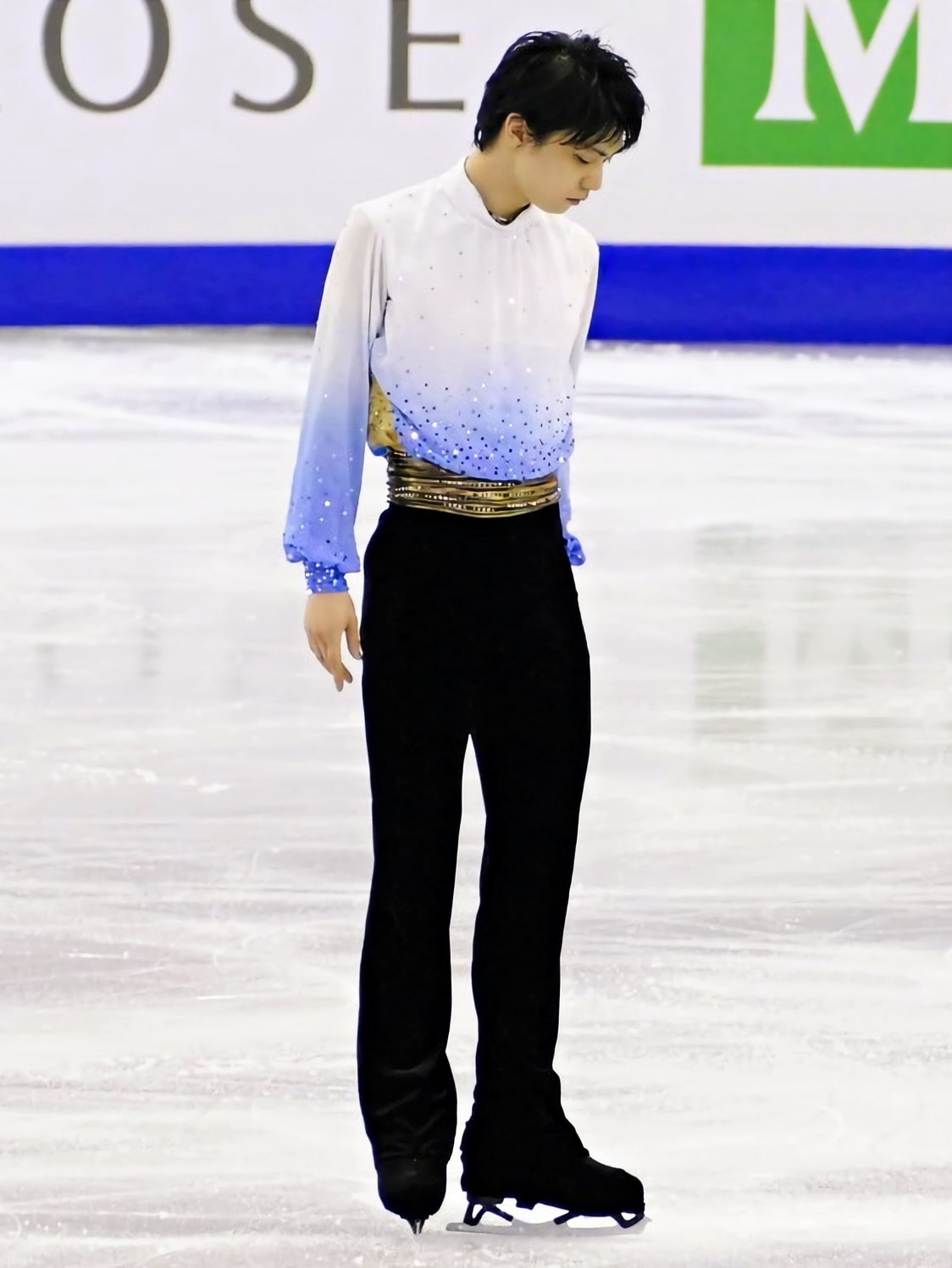
Hanyu trong tư thế đứng bắt đầu bài thi ngắn Ballade No. 1 của Frédéric Chopin

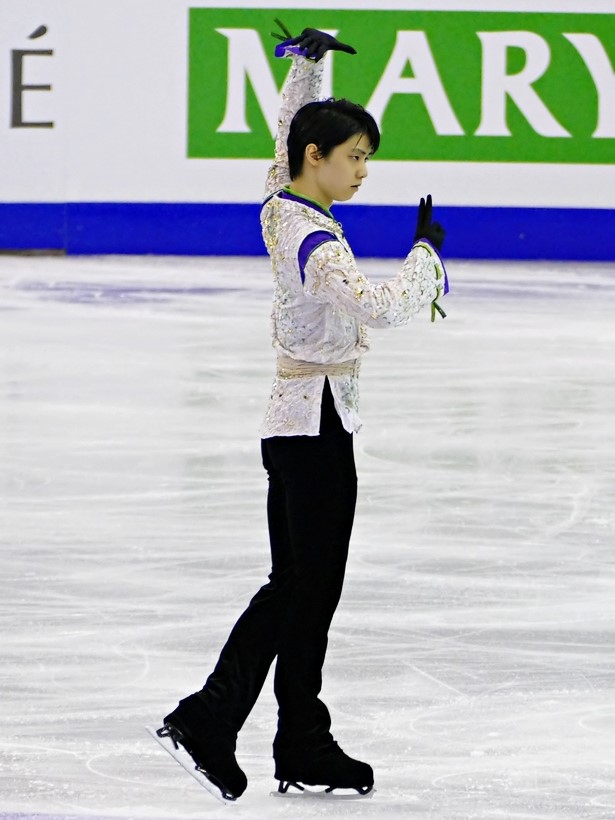
Hanyu trong tư thế bắt đầu bài thi tự do Seimei của Shigeru Umebayashi

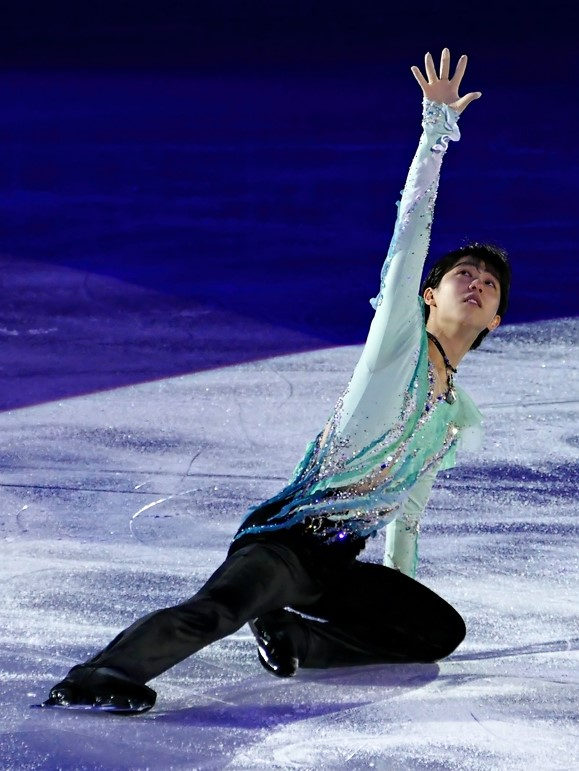
Hanyu biểu diễn chương trình gala "Requiem of Heaven and Earth" của Yasunobu Matsuo

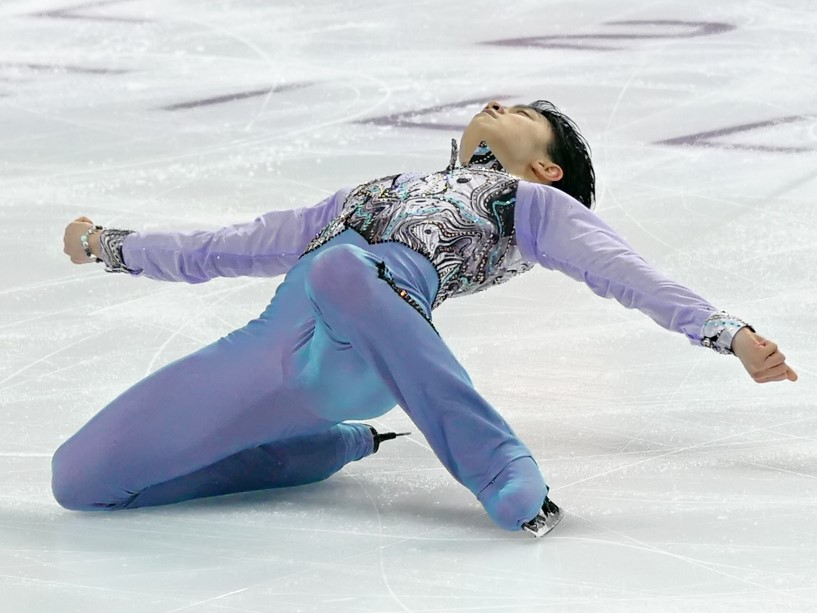
Hanyu biểu diễn động tác nhào người về phía trước (trượt đầu gối) là một phần của chuỗi bước đổi hướng (step sequence) trong bài thi ngắn Let's Go Crazy của Prince

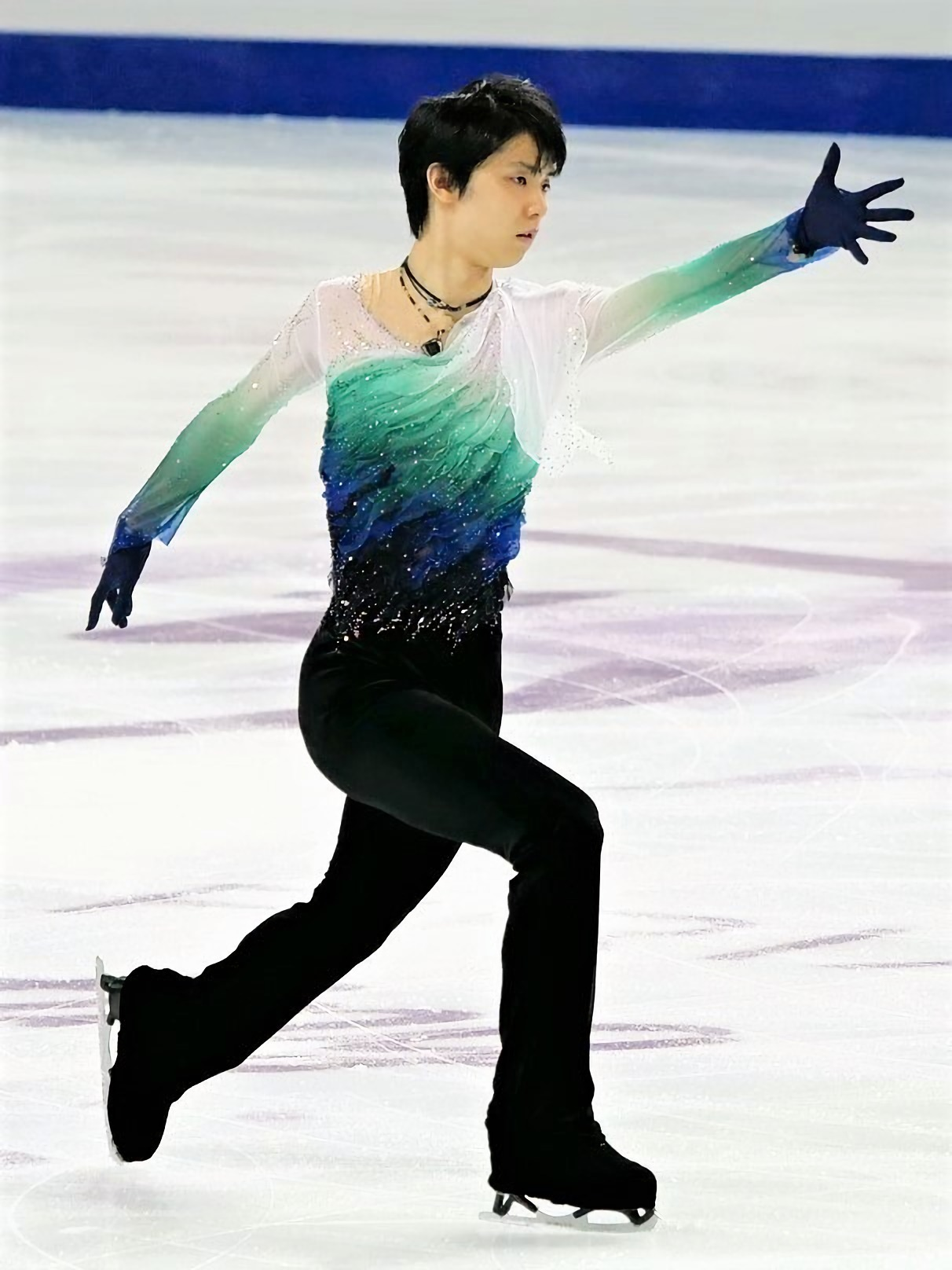
Hanyu bắt đầu bài thi tự do Hope and Legacy của Hisaishi Joe

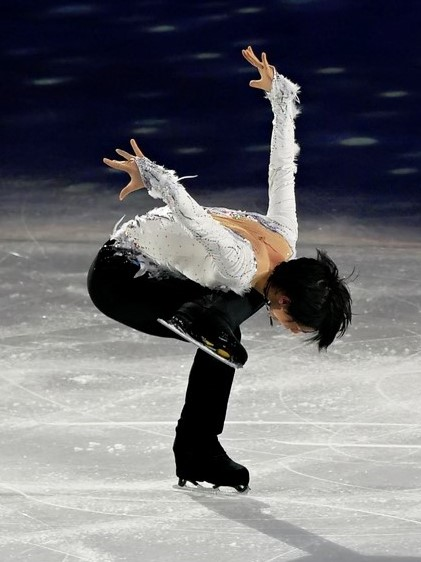
Hanyu biểu diễn động tác backward sit spiral trong chương trình gala "Notte Stellata (The Swan)" của II Volo

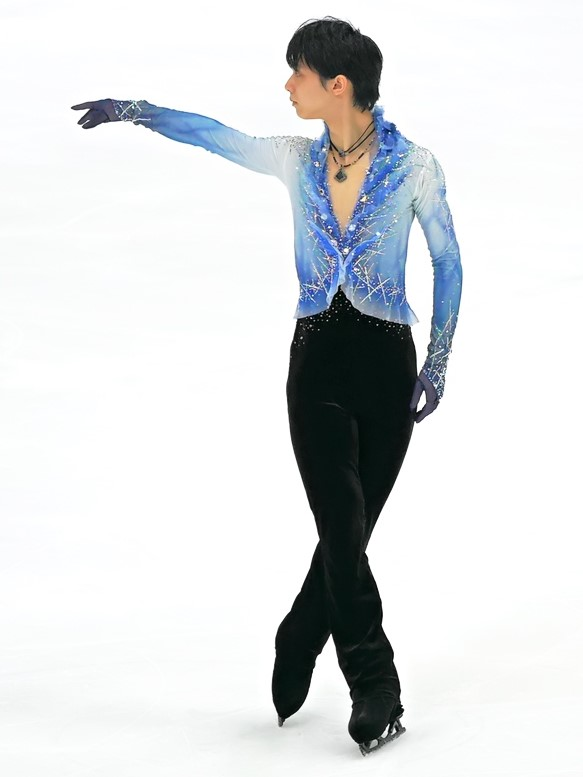
Hanyu giữ tư thế bắt đầu bài thi ngắn Otoñal của Raúl Di Blasio

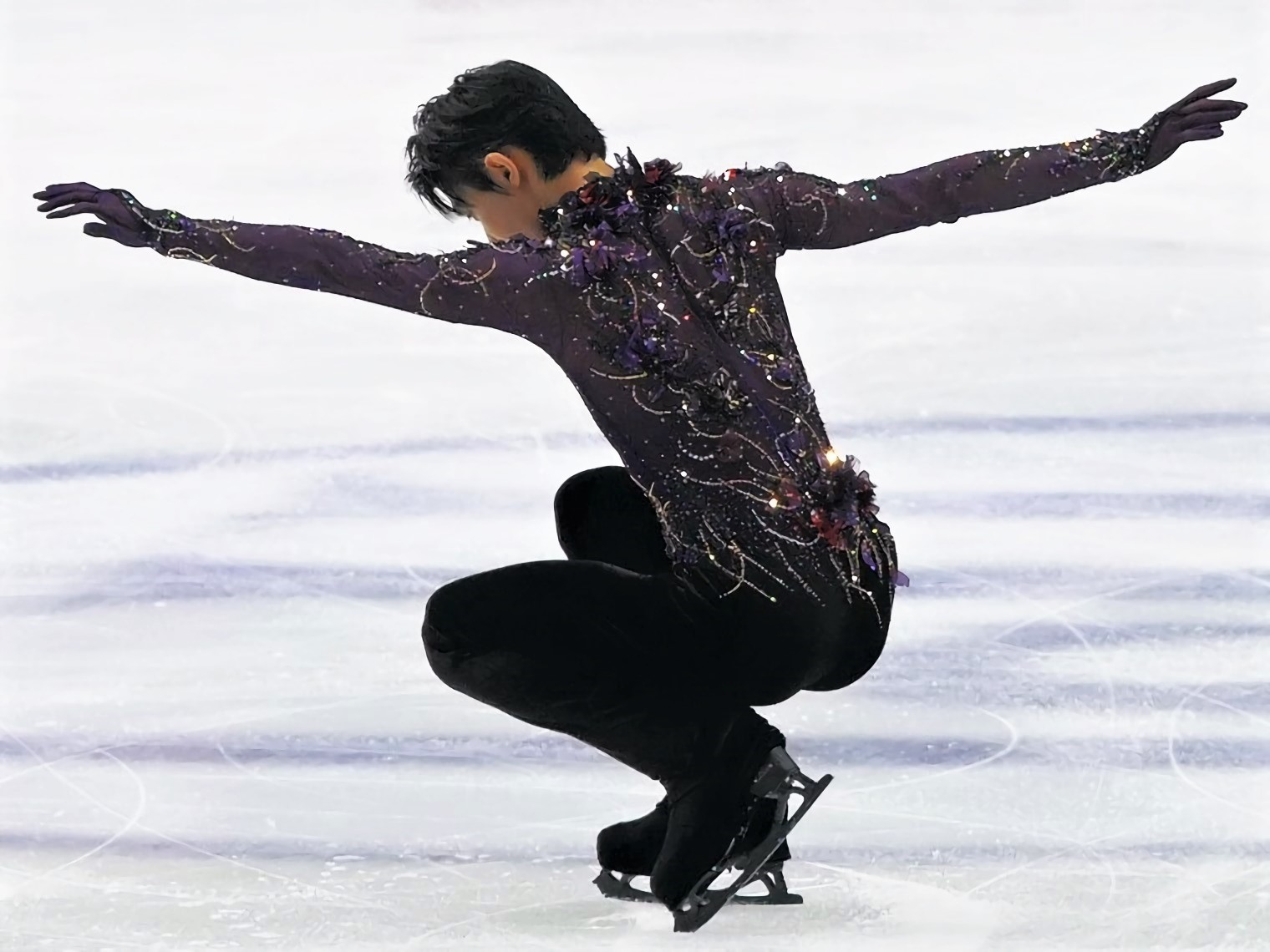
Hanyu trong tư thế bắt đầu bài thi tự do Origin của Edvin Marton

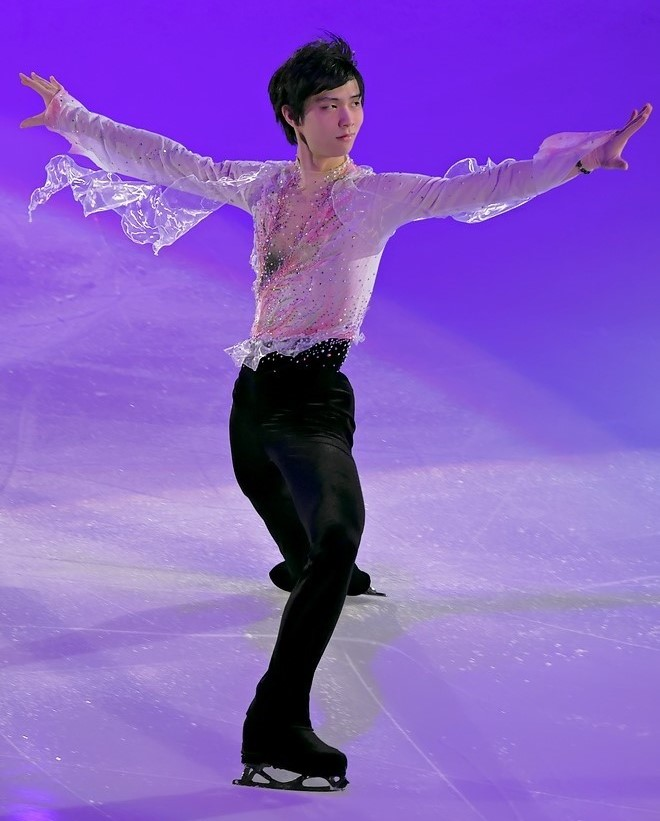
Hanyu biểu diễn động tác tiến vào tư thế Ina bauer trong chương trình gala "Haru yo, Koi" của Yumi Matsutoya

- ^show  – Chương trình chỉ biểu diễn trong một ice show vào mùa giải đó
- Các màn trình diễn Encore tại các chương trình biểu diễn gala và các buổi biểu diễn trên băng (ice show) không được đưa vào danh sách.
- Nếu chương trình gala hoặc ice show trùng với một trong các bài thi cạnh tranh trong cùng một mùa giải thì chỉ bài thi cạnh tranh được liệt kê trong danh sách.
- Ice show ra mắt của các bài thi cạnh tranh không được liệt kê trong danh sách.

| Mùa giải | Bài thi ngắn | Bài thi tự do | Chương trình gala/ ice show |
| -------- | --- | --- | --- |
| 2004–05  | Spartacus - Sáng tác: Alex North - Biên đạo: Shōichirō Tsuzuki                                                                                       | From Russia with Love - Sáng tác: John Barry - Biên đạo: Shōichirō Tsuzuki | — |
| 2005–06  | — | From Russia with Love | — |
| 2006–07  | "Amazonic" / "Totentanz" - Thể hiện: Maksim Mrvica - Biên đạo: Megumu Seki Các track đã sử dụng 1. "Amazonic" 2. "Totentanz" (sáng tác: Franz Liszt) | "Summer Storm" - Dựa trên "Storm" từ The Four Seasons - Thể hiện: Ikuko Kawai - Biên đạo: Megumu Seki | — |
| 2007–08  | "Sing, Sing, Sing" - Thể hiện: Louis Prima - Biên đạo: Nanami Abe                                                                                    | The Firebird - Sáng tác: Igor Stravinsky - Biên đạo: Nanami Abe | "Amazonic" / "Totentanz"show |
| 2008–09  | "Bolero" - Từ Moulin Rouge! - Sáng tác: Steve Sharples - Biên đạo: Nanami Abe                                                                        | Rhapsody on a Theme of Paganini - Sáng tác: Sergei Rachmaninov - Biên đạo: Nanami Abe | "Change" - Thể hiện: Monkey Majik và Yoshida Brothers - Biên đạo: Nanami Abe                                                                   |
| 2009–10  | Mission: Impossible II - Sáng tác: Hans Zimmer - Biên đạo: Nanami Abe Các track đã sử dụng 1. "The Bait" 2. "Bare Island"                            | Rhapsody on a Theme of Paganini | "Change" |
| 2009–10  | Mission: Impossible II - Sáng tác: Hans Zimmer - Biên đạo: Nanami Abe Các track đã sử dụng 1. "The Bait" 2. "Bare Island"                            | Rhapsody on a Theme of Paganini | "Vertigo"show - Thể hiện: U2 - Biên đạo: Nanami Abe                                                                                            |
| 2010–11  | "White Legend" - Từ Swan Lake - Sáng tác: Pyotr Ilyich Tchaikovsky - Thể hiện: Ikuko Kawai - Biên đạo: Nanami Abe                                    | Zigeunerweisen - Sáng tác: Pablo de Sarasate - Biên đạo: Nanami Abe | "Vertigo" |
| 2010–11  | "White Legend" - Từ Swan Lake - Sáng tác: Pyotr Ilyich Tchaikovsky - Thể hiện: Ikuko Kawai - Biên đạo: Nanami Abe                                    | Zigeunerweisen - Sáng tác: Pablo de Sarasate - Biên đạo: Nanami Abe | "Change"show |
| 2011–12  | Étude in D-sharp minor - Sáng tác: Alexander Scriabin - Thể hiện: Maksim Mrvica - Biên đạo: Nanami Abe, Natalia Bestemianova, Igor Bobrin            | Romeo + Juliet (Soundtrack) - Sáng tác: Craig Armstrong - Biên đạo: Nanami Abe, Natalia Bestemianova, Igor Bobrin Các track đã sử dụng 1. "O Verona" 2. "Kissing You" (thể hiện: Des'ree) 3. "Escape" (từ Plunkett & Macleane)                                       | "Vertigo" |
| 2011–12  | Étude in D-sharp minor - Sáng tác: Alexander Scriabin - Thể hiện: Maksim Mrvica - Biên đạo: Nanami Abe, Natalia Bestemianova, Igor Bobrin            | Romeo + Juliet (Soundtrack) - Sáng tác: Craig Armstrong - Biên đạo: Nanami Abe, Natalia Bestemianova, Igor Bobrin Các track đã sử dụng 1. "O Verona" 2. "Kissing You" (thể hiện: Des'ree) 3. "Escape" (từ Plunkett & Macleane)                                       | "Somebody to Love" - Thể hiện: Justin Bieber - Biên đạo: Nanami Abe                                                                            |
| 2011–12  | Étude in D-sharp minor - Sáng tác: Alexander Scriabin - Thể hiện: Maksim Mrvica - Biên đạo: Nanami Abe, Natalia Bestemianova, Igor Bobrin            | Romeo + Juliet (Soundtrack) - Sáng tác: Craig Armstrong - Biên đạo: Nanami Abe, Natalia Bestemianova, Igor Bobrin Các track đã sử dụng 1. "O Verona" 2. "Kissing You" (thể hiện: Des'ree) 3. "Escape" (từ Plunkett & Macleane)                                       | "White Legend" |
| 2012–13  | "Parisienne Walkways" - Thể hiện: Gary Moore - Biên đạo: Jeffrey Buttle                                                                              | Notre-Dame de Paris - Sáng tác: Riccardo Cocciante - Biên đạo: David Wilson Các track đã sử dụng 1. "Le Temps des cathédrales" 2. "Les Sans-papiers" 3. "Tu vas me détruire" 4. "Danse Mon Esmeralda"                                                                | "Hello, I Love You" - Thể hiện: The Doors - Remixed: Adam Freeland - Biên đạo: Kurt Browning                                                   |
| 2012–13  | "Parisienne Walkways" - Thể hiện: Gary Moore - Biên đạo: Jeffrey Buttle                                                                              | Notre-Dame de Paris - Sáng tác: Riccardo Cocciante - Biên đạo: David Wilson Các track đã sử dụng 1. "Le Temps des cathédrales" 2. "Les Sans-papiers" 3. "Tu vas me détruire" 4. "Danse Mon Esmeralda"                                                                | "花になれ" (Hana ni Nare) - Thể hiện: Fumiya Sashida - Biên đạo: Kenji Miyamoto                                                                |
| 2012–13  | "Parisienne Walkways" - Thể hiện: Gary Moore - Biên đạo: Jeffrey Buttle                                                                              | Notre-Dame de Paris - Sáng tác: Riccardo Cocciante - Biên đạo: David Wilson Các track đã sử dụng 1. "Le Temps des cathédrales" 2. "Les Sans-papiers" 3. "Tu vas me détruire" 4. "Danse Mon Esmeralda"                                                                | Étude in D-sharp minor |
| 2012–13  | "Parisienne Walkways" - Thể hiện: Gary Moore - Biên đạo: Jeffrey Buttle                                                                              | Notre-Dame de Paris - Sáng tác: Riccardo Cocciante - Biên đạo: David Wilson Các track đã sử dụng 1. "Le Temps des cathédrales" 2. "Les Sans-papiers" 3. "Tu vas me détruire" 4. "Danse Mon Esmeralda"                                                                | "True Love"show - Thể hiện: Fumiya Fujii |
| 2013–14  | "Parisienne Walkways" | Romeo and Juliet - Sáng tác: Nino Rota - Biên đạo: David Wilson Các track đã sử dụng 1. "The Ride from Mantua" 2. "Love Theme" | Étude in D-sharp minor |
| 2013–14  | "Parisienne Walkways" | Romeo and Juliet - Sáng tác: Nino Rota - Biên đạo: David Wilson Các track đã sử dụng 1. "The Ride from Mantua" 2. "Love Theme" | Notre-Dame de Paris |
| 2013–14  | "Parisienne Walkways" | Romeo and Juliet - Sáng tác: Nino Rota - Biên đạo: David Wilson Các track đã sử dụng 1. "The Ride from Mantua" 2. "Love Theme" | "Story" - Thể hiện: Ai - Biên đạo: Kenji Miyamoto                                                                                              |
| 2013–14  | "Parisienne Walkways" | Romeo and Juliet - Sáng tác: Nino Rota - Biên đạo: David Wilson Các track đã sử dụng 1. "The Ride from Mantua" 2. "Love Theme" | "花になれ" (Hana ni Nare) |
| 2013–14  | "Parisienne Walkways" | Romeo and Juliet - Sáng tác: Nino Rota - Biên đạo: David Wilson Các track đã sử dụng 1. "The Ride from Mantua" 2. "Love Theme" | "White Legend" |
| 2013–14  | "Parisienne Walkways" | Romeo and Juliet - Sáng tác: Nino Rota - Biên đạo: David Wilson Các track đã sử dụng 1. "The Ride from Mantua" 2. "Love Theme" | Romeo + Juliet (Soundtrack) |
| 2013–14  | "Parisienne Walkways" | Romeo and Juliet - Sáng tác: Nino Rota - Biên đạo: David Wilson Các track đã sử dụng 1. "The Ride from Mantua" 2. "Love Theme" | "言えないよ" (Ienai yo)show - Thể hiện: Hiromi Go - Biên đạo: Camerlengo                                                                       |
| 2013–14  | "Parisienne Walkways" | Romeo and Juliet - Sáng tác: Nino Rota - Biên đạo: David Wilson Các track đã sử dụng 1. "The Ride from Mantua" 2. "Love Theme" | "Change" show |
| 2013–14  | "Parisienne Walkways" | Romeo and Juliet - Sáng tác: Nino Rota - Biên đạo: David Wilson Các track đã sử dụng 1. "The Ride from Mantua" 2. "Love Theme" | "The Final Time Traveler"show - Thể hiện: Sarah Alainn - Biên đạo: Kenji Miyamoto                                                              |
| 2014–15  | Ballade No. 1 in G minor - Sáng tác: Frédéric Chopin - Biên đạo: Jeffrey Buttle                                                                      | The Phantom of the Opera - Sáng tác: Andrew Lloyd Webber - Biên đạo: Shae-Lynn Bourne Các track đã sử dụng 1. "The Music of the Night" 2. "The Point of No Return" 3. "Phantasia"                                                                                    | "花は咲く" (Hana wa Saku) - Thể hiện: Fumiya Sashida - Biên đạo: Nanami Abe                                                                    |
| 2014–15  | Ballade No. 1 in G minor - Sáng tác: Frédéric Chopin - Biên đạo: Jeffrey Buttle                                                                      | The Phantom of the Opera - Sáng tác: Andrew Lloyd Webber - Biên đạo: Shae-Lynn Bourne Các track đã sử dụng 1. "The Music of the Night" 2. "The Point of No Return" 3. "Phantasia"                                                                                    | "The Final Time Traveler" |
| 2014–15  | Ballade No. 1 in G minor - Sáng tác: Frédéric Chopin - Biên đạo: Jeffrey Buttle                                                                      | The Phantom of the Opera - Sáng tác: Andrew Lloyd Webber - Biên đạo: Shae-Lynn Bourne Các track đã sử dụng 1. "The Music of the Night" 2. "The Point of No Return" 3. "Phantasia"                                                                                    | "Parisienne Walkways" |
| 2014–15  | Ballade No. 1 in G minor - Sáng tác: Frédéric Chopin - Biên đạo: Jeffrey Buttle                                                                      | The Phantom of the Opera - Sáng tác: Andrew Lloyd Webber - Biên đạo: Shae-Lynn Bourne Các track đã sử dụng 1. "The Music of the Night" 2. "The Point of No Return" 3. "Phantasia"                                                                                    | "Vertigo"show |
| 2014–15  | Ballade No. 1 in G minor - Sáng tác: Frédéric Chopin - Biên đạo: Jeffrey Buttle                                                                      | The Phantom of the Opera - Sáng tác: Andrew Lloyd Webber - Biên đạo: Shae-Lynn Bourne Các track đã sử dụng 1. "The Music of the Night" 2. "The Point of No Return" 3. "Phantasia"                                                                                    | "Believe"show - Thể hiện: Che'Nelle - Biên đạo: Kenji Miyamoto                                                                                 |
| 2014–15  | Ballade No. 1 in G minor - Sáng tác: Frédéric Chopin - Biên đạo: Jeffrey Buttle                                                                      | The Phantom of the Opera - Sáng tác: Andrew Lloyd Webber - Biên đạo: Shae-Lynn Bourne Các track đã sử dụng 1. "The Music of the Night" 2. "The Point of No Return" 3. "Phantasia"                                                                                    | "Hello, I Love You"show |
| 2014–15  | Ballade No. 1 in G minor - Sáng tác: Frédéric Chopin - Biên đạo: Jeffrey Buttle                                                                      | The Phantom of the Opera - Sáng tác: Andrew Lloyd Webber - Biên đạo: Shae-Lynn Bourne Các track đã sử dụng 1. "The Music of the Night" 2. "The Point of No Return" 3. "Phantasia"                                                                                    | "Requiem of Heaven and Earth"show - Từ Requiem for the Great East Japan Earthquake 3.11 - Thể hiện: Yasunobu Matsuo - Biên đạo: Kenji Miyamoto |
| 2015–16  | Ballade No. 1 in G minor | Seimei - Từ Onmyōji, Onmyōji 2 - Sáng tác: Shigeru Umebayashi - Biên đạo: Shae-Lynn Bourne Các track đã sử dụng 1. "Onmyoji Main Theme (陰陽師・メインテーマ)" 2. "Araburu Kami (荒ぶる神)" 3. "Gobousei (五芒星)" 4. "Onmyoji II Main Theme (陰陽師IIメインテーマ)" | "Requiem of Heaven and Earth" |
| 2015–16  | Ballade No. 1 in G minor | Seimei - Từ Onmyōji, Onmyōji 2 - Sáng tác: Shigeru Umebayashi - Biên đạo: Shae-Lynn Bourne Các track đã sử dụng 1. "Onmyoji Main Theme (陰陽師・メインテーマ)" 2. "Araburu Kami (荒ぶる神)" 3. "Gobousei (五芒星)" 4. "Onmyoji II Main Theme (陰陽師IIメインテーマ)" | "The Final Time Traveler"show |
| 2016–17  | "Let's Go Crazy" - Thể hiện: Prince - Biên đạo: Jeffrey Buttle                                                                                       | Hope and Legacy - Sáng tác: Joe Hisaishi - Biên đạo: Shae-Lynn Bourne Các track đã sử dụng 1. "View of Silence" (từ Pretender) 2. "Asia Dream Song" (từ Piano Stories II – The Wind of Life)                                                                         | "Notte Stellata (The Swan)" - Sáng tác: Tony Renis, Camille Saint-Saëns - Thể hiện: Il Volo - Biên đạo: David Wilson                           |
| 2016–17  | "Let's Go Crazy" - Thể hiện: Prince - Biên đạo: Jeffrey Buttle                                                                                       | Hope and Legacy - Sáng tác: Joe Hisaishi - Biên đạo: Shae-Lynn Bourne Các track đã sử dụng 1. "View of Silence" (từ Pretender) 2. "Asia Dream Song" (từ Piano Stories II – The Wind of Life)                                                                         | Ballade No. 1 in G minorshow |
| 2017–18  | Ballade No. 1 in G minor | Seimei | "Notte Stellata (The Swan)" |
| 2017–18  | Ballade No. 1 in G minor | Seimei | Continues With Wings |
| 2017–18  | Ballade No. 1 in G minor | Seimei | "Wings of Words"show - Sáng tác: Yukinojo Mori, Yoko Kasinagaya, Naohisa Taniguchi - Thể hiện: Chemistry                                       |
| 2017–18  | Ballade No. 1 in G minor | Seimei | Hope and Legacyshow |
| 2017–18  | Ballade No. 1 in G minor | Seimei | "春よ、来い" (Haru yo, Koi)show - Giọng hát: Yumi Matsutoya - Thể hiện: Shinya Kiyozuka - Biên đạo: David Wilson                               |
| 2018–19  | "Otoñal" (Autumnal) - Sáng tác Raul di Blasio - Biên đạo: Jeffrey Buttle                                                                             | Origin - Sáng tác: Edvin Marton - Biên đạo: Shae-Lynn Bourne Các track đã sử dụng 1. "Art On Ice" 2. "Magic Stradivarius" | "春よ、来い" (Haru yo, Koi) |
| 2018–19  | "Otoñal" (Autumnal) - Sáng tác Raul di Blasio - Biên đạo: Jeffrey Buttle                                                                             | Origin - Sáng tác: Edvin Marton - Biên đạo: Shae-Lynn Bourne Các track đã sử dụng 1. "Art On Ice" 2. "Magic Stradivarius" | "マスカレイド" (Masquerade)show - Thể hiện: Toshi - Biên đạo: Shae-Lynn Bourne                                                                 |
| 2018–19  | "Otoñal" (Autumnal) - Sáng tác Raul di Blasio - Biên đạo: Jeffrey Buttle                                                                             | Origin - Sáng tác: Edvin Marton - Biên đạo: Shae-Lynn Bourne Các track đã sử dụng 1. "Art On Ice" 2. "Magic Stradivarius" | "Crystal Memories"show - Thể hiện: Toshi - Biên đạo: David Wilson                                                                              |
| 2019–20  | "Otoñal" (Autumnal) | Origin | "Parisienne Walkways" |
| 2019–20  | "Otoñal" (Autumnal) | Origin | "春よ、来い" (Haru yo, Koi) |
| 2019–20  | "Otoñal" (Autumnal) | Origin | "Notte Stellata (The Swan)" |
| 2019–20  | "Otoñal" (Autumnal) | Origin | Seimei |
| 2019–20  | Ballade No. 1 in G minor | Seimei | Hope and Legacy |
| 2020–21  | "Let Me Entertain You" - Thể hiện: Robbie Williams - Biên đạo: Jeffrey Buttle                                                                        | Heaven and Earth (天と地と) - Sáng tác: Isao Tomita - Biên đạo: Shae-Lynn Bourne Các track đã sử dụng 1. "Ten to Chi to (Opening theme song)" 2. "Shin Heike Monogatari (Opening theme song)"                                                                        | "春よ、来い" (Haru yo, Koi) |
| 2020–21  | "Let Me Entertain You" - Thể hiện: Robbie Williams - Biên đạo: Jeffrey Buttle                                                                        | Heaven and Earth (天と地と) - Sáng tác: Isao Tomita - Biên đạo: Shae-Lynn Bourne Các track đã sử dụng 1. "Ten to Chi to (Opening theme song)" 2. "Shin Heike Monogatari (Opening theme song)"                                                                        | "花は咲く" (Hana wa Saku)" |
| 2020–21  | "Let Me Entertain You" - Thể hiện: Robbie Williams - Biên đạo: Jeffrey Buttle                                                                        | Heaven and Earth (天と地と) - Sáng tác: Isao Tomita - Biên đạo: Shae-Lynn Bourne Các track đã sử dụng 1. "Ten to Chi to (Opening theme song)" 2. "Shin Heike Monogatari (Opening theme song)"                                                                        | "Let's Go Crazy"show |
| 2021–22  | Introduction and Rondo Capriccioso - Sáng tác: Camille Saint-Saëns - Thể hiện: Shinya Kiyozuka - Biên đạo: Jeffrey Buttle và Shae-Lynn Bourne        | Heaven and Earth (天と地と) | "マスカレイド" (Masquerade)show |
| 2021–22  | Introduction and Rondo Capriccioso - Sáng tác: Camille Saint-Saëns - Thể hiện: Shinya Kiyozuka - Biên đạo: Jeffrey Buttle và Shae-Lynn Bourne        | Heaven and Earth (天と地と) | "Let Me Entertain You" |
| 2021–22  | Introduction and Rondo Capriccioso - Sáng tác: Camille Saint-Saëns - Thể hiện: Shinya Kiyozuka - Biên đạo: Jeffrey Buttle và Shae-Lynn Bourne        | Heaven and Earth (天と地と) | "春よ、来い" (Haru yo, Koi) |
| 2021–22  | Introduction and Rondo Capriccioso - Sáng tác: Camille Saint-Saëns - Thể hiện: Shinya Kiyozuka - Biên đạo: Jeffrey Buttle và Shae-Lynn Bourne        | Heaven and Earth (天と地と) | "Real Face"show - Thể hiện: Shikao Suga |
| 2021–22  | Introduction and Rondo Capriccioso - Sáng tác: Camille Saint-Saëns - Thể hiện: Shinya Kiyozuka - Biên đạo: Jeffrey Buttle và Shae-Lynn Bourne        | Heaven and Earth (天と地と) | "レゾン"(Raison)show - Thể hiện: Taisei Miyakawa - Biên đạo: David Wilson và Hanyu Yuzuru                                                      |
| 2021–22  | Introduction and Rondo Capriccioso - Sáng tác: Camille Saint-Saëns - Thể hiện: Shinya Kiyozuka - Biên đạo: Jeffrey Buttle và Shae-Lynn Bourne        | Heaven and Earth (天と地と) | "Notre-Dame de Paris"show - Thể hiện: Seiko Niizuma và Naoto                                                                                   |

## Điểm nhấn thi đấu

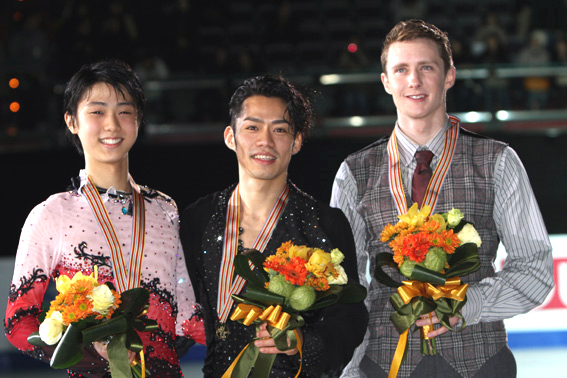
Hanyu và các vận động viên đoạt huy chương tại giải Four Continents 2011

### 2008–Nay[353]
| Quốc tế - cấp độ Trưởng Thành                                                                                            | Quốc tế - cấp độ Trưởng Thành | Quốc tế - cấp độ Trưởng Thành | Quốc tế - cấp độ Trưởng Thành | Quốc tế - cấp độ Trưởng Thành | Quốc tế - cấp độ Trưởng Thành | Quốc tế - cấp độ Trưởng Thành | Quốc tế - cấp độ Trưởng Thành | Quốc tế - cấp độ Trưởng Thành | Quốc tế - cấp độ Trưởng Thành | Quốc tế - cấp độ Trưởng Thành | Quốc tế - cấp độ Trưởng Thành | Quốc tế - cấp độ Trưởng Thành | Quốc tế - cấp độ Trưởng Thành | Quốc tế - cấp độ Trưởng Thành |
| Giải đấu | 2008-09                       | 2009-10                       | 2010-11                       | 2011-12                       | 2012-13                       | 2013-14                       | 2014-15                       | 2015-16                       | 2016-17                       | 2017-18                       | 2018-19                       | 2019-20                       | 2020-21                       | 2021-22                       |
| --- | ----------------------------- | ----------------------------- | ----------------------------- | ----------------------------- | ----------------------------- | ----------------------------- | ----------------------------- | ----------------------------- | ----------------------------- | ----------------------------- | ----------------------------- | ----------------------------- | ----------------------------- | ----------------------------- |
| Olympic |                               |                               |                               |                               |                               | 1                             |                               |                               |                               | 1                             |                               |                               |                               | 4                             |
| Vô địch Thế giới |                               |                               |                               | 3                             | 4                             | 1                             | 2                             | 2                             | 1                             | WD                            | 2                             | C                             | 3                             | WD                            |
| Grand Prix Final |                               |                               |                               | 4                             | 2                             | 1                             | 1                             | 1                             | 1                             |                               | WD                            | 2                             |                               |                               |
| Vô địch Bốn châu lục |                               |                               | 2                             |                               | 2                             |                               |                               |                               | 2                             |                               | 1                             |                               |                               |                               |
| GP Bompard |                               |                               |                               |                               |                               | 2                             |                               |                               |                               |                               |                               |                               |                               |                               |
| GP Cup of China |                               |                               |                               | 4                             |                               |                               | 2                             |                               |                               |                               |                               |                               |                               |                               |
| GP NHK Trophy |                               |                               | 4                             |                               | 1                             |                               | 4                             | 1                             | 1                             | WD                            |                               | 1                             |                               | WD                            |
| GP Rostelecom |                               |                               | 7                             | 1                             |                               |                               |                               |                               |                               | 2                             | 1                             |                               |                               | WD                            |
| GP Skate America |                               |                               |                               |                               | 2                             |                               |                               |                               |                               |                               |                               |                               |                               |                               |
| GP Skate Canada |                               |                               |                               |                               |                               | 2                             |                               | 2                             | 2                             |                               |                               | 1                             |                               |                               |
| GP GP Helsinki |                               |                               |                               |                               |                               |                               |                               |                               |                               |                               | 1                             |                               |                               |                               |
| CS Finlandia |                               |                               |                               |                               | 1                             | 1                             |                               |                               |                               |                               |                               |                               |                               |                               |
| CS Nebelhorn |                               |                               |                               | 1                             |                               |                               |                               |                               |                               |                               |                               |                               |                               |                               |
| SC Autumn Classic |                               |                               |                               |                               |                               |                               |                               | 1                             | 1                             | 2                             | 1                             | 1                             |                               |                               |
| Quốc tế: Cấp độ Thiếu Niên                                                                                               |                               |                               |                               |                               |                               |                               |                               |                               |                               |                               |                               |                               |                               |                               |
| Thiếu Niên Thế giới | 12                            | 1                             |                               |                               |                               |                               |                               |                               |                               |                               |                               |                               |                               |                               |
| JGP Final |                               | 1                             |                               |                               |                               |                               |                               |                               |                               |                               |                               |                               |                               |                               |
| JGP Croatia |                               | 1                             |                               |                               |                               |                               |                               |                               |                               |                               |                               |                               |                               |                               |
| JGP Italy | 5                             |                               |                               |                               |                               |                               |                               |                               |                               |                               |                               |                               |                               |                               |
| JGP Poland |                               | 1                             |                               |                               |                               |                               |                               |                               |                               |                               |                               |                               |                               |                               |
| Cấp Quốc gia |                               |                               |                               |                               |                               |                               |                               |                               |                               |                               |                               |                               |                               |                               |
| Vô địch Nhật Bản | 8                             | 6                             | 4                             | 3                             | 1                             | 1                             | 1                             | 1                             | WD                            | WD                            | WD                            | 2                             | 1                             | 1                             |
| Thiếu niên Nhật Bản | 1                             | 1                             |                               |                               |                               |                               |                               |                               |                               |                               |                               |                               |                               |                               |
| Giải đồng đội |                               |                               |                               |                               |                               |                               |                               |                               |                               |                               |                               |                               |                               |                               |
| Olympic |                               |                               |                               |                               |                               | 5 T (1 P)                     |                               |                               |                               |                               |                               |                               |                               |                               |
| World Team Trophy |                               |                               |                               |                               |                               |                               | 3 T (1 P)                     |                               | 1 T (3 P)                     |                               |                               |                               | 3 T (1 P)                     |                               |
| TBD = Sẽ thi đấu, WD = Rút lui, C = Sự kiện bị hủy T = Kết quả đồng đội; P: Kết quả cá nhân. Huy chương trao cho cả đội. |                               |                               |                               |                               |                               |                               |                               |                               |                               |                               |                               |                               |                               |                               |

### 2004-2008
| Quốc tế                                                 | Quốc tế | Quốc tế | Quốc tế | Quốc tế |
| Giải đấu                                                | 2004-05 | 2005-06 | 2006-07 | 2007-08 |
| ------------------------------------------------------- | ------- | ------- | ------- | ------- |
| Skate Copenhagen                                        |         |         |         | 1 N     |
| Quốc gia                                                |         |         |         |         |
| Thiếu niên Nhật Bản                                     |         |         | 7       | 3       |
| Thiếu nhi Nhật Bản                                      | 1 B     | 2 B     | 3 A     | 1 A     |
| Cấp độ: N = Thiếu nhi; A = Thiếu nhi A; B = Thiếu nhi B |         |         |         |         |